# Tasa (Trommel)
Tasa, in Indien tasha (Hindi ताशा ISO15919 tāśā, auch taasha, tash, in Karnataka tase, thase, thaase, arabisch طاسة, DMG ṭāsa ‚Becher, Tasse‘ oder طاس, DMG ṭās, Plural ṭāsāt, persisch tās), in Indonesien tasa, in der Karibik tassa, in Suriname tazza, ist eine seit vorislamischer Zeit bis heute in Iran bekannte und in der zeremoniellen Musik im Jemen verwendete kleine Kesseltrommel mit einem Korpus aus Ton oder Metall. Ihr wahrscheinlich ursprünglich persischer Name gelangte mit den muslimischen Eroberungen in den indischen Sprachraum. Seit der Mogulzeit (ab Anfang des 16. Jahrhunderts) wird die tasha in Nordindien und Pakistan zusammen mit der großen Fasstrommel dhol bei Prozessionen vor allem während des islamischen Kalendermonats Muharram gespielt. Anfang des 18. Jahrhunderts wurden Sepoy (indische Soldaten in britischen Diensten) schiitischen Glaubens an die Westküste Sumatras gesandt, wo sie die Tradition der Trauerzeremonien zu Muharram einführten. Der Ausgangspunkt für die Verbreitung der dhol-tasha-Gruppen in Nordindien war Mitte des 19. Jahrhunderts die Stadt Lucknow. Indische Kontraktarbeiter brachten die tasha zwischen den 1830er Jahren und dem Anfang des 20. Jahrhunderts in weitere Länder des damaligen Britischen Weltreichs, darunter auf einige Karibikinseln, dort vor allem auf die Insel Trinidad und nach Jamaika. Auf Trinidad steht das tassa-Spiel der Nachfahren ehemaliger indischer Kontraktarbeiten in unmittelbarer Beziehung zur indischen dhol-tasha-Tradition.

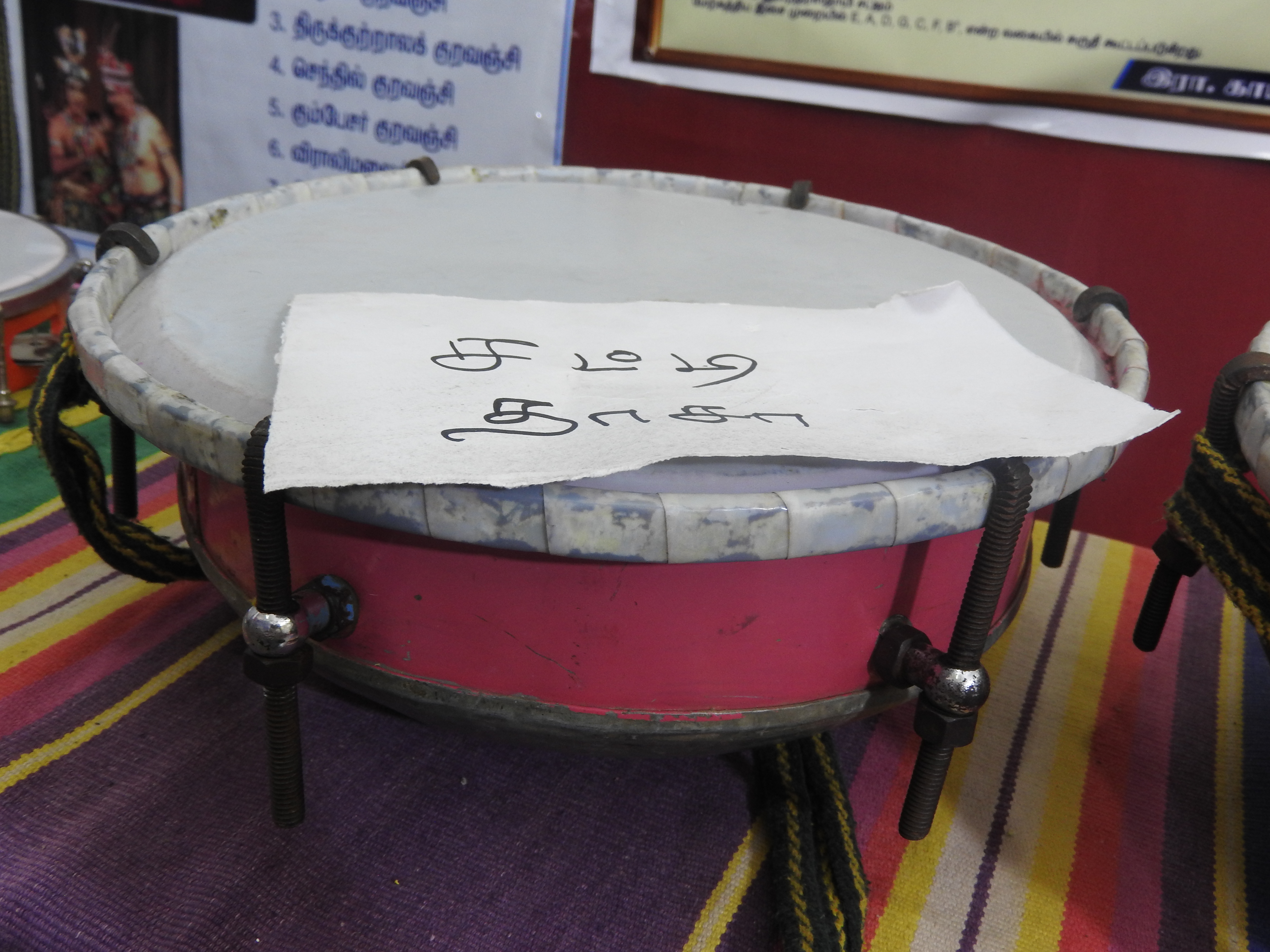
Indische tasha mit einem Metallkorpus, einer an einen Metallreifen geklebten Kunststoffmembran und Spannschrauben. Ausgestellt in einer Musikschule in Tamil Nadu, Südindien

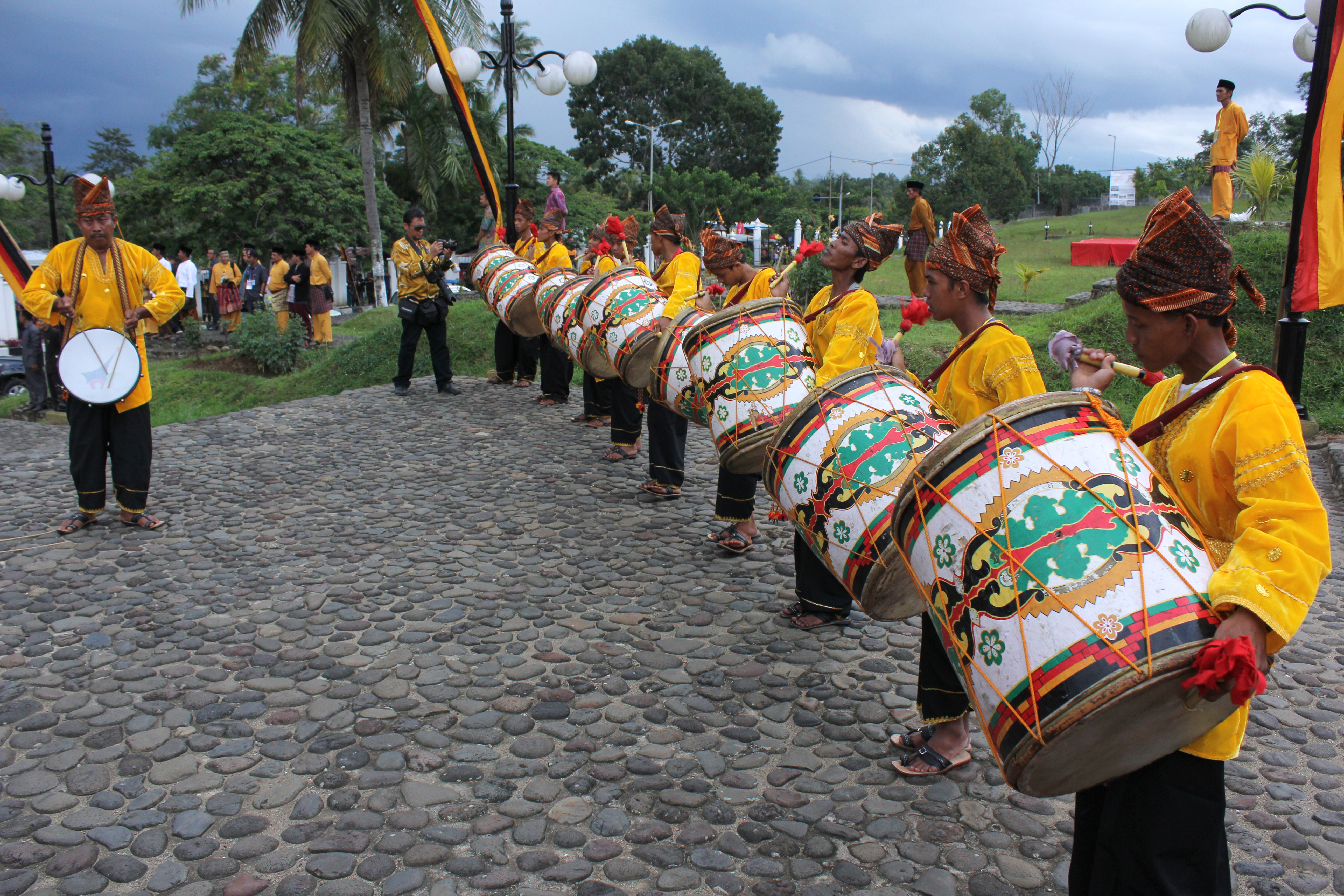
Indonesisches Zeremonialensemble gandang tasa mit einer Kesseltrommel tasa und einer Reihe mit Zylindertrommeln gandang (tambua) in Westsumatra

## Herkunft

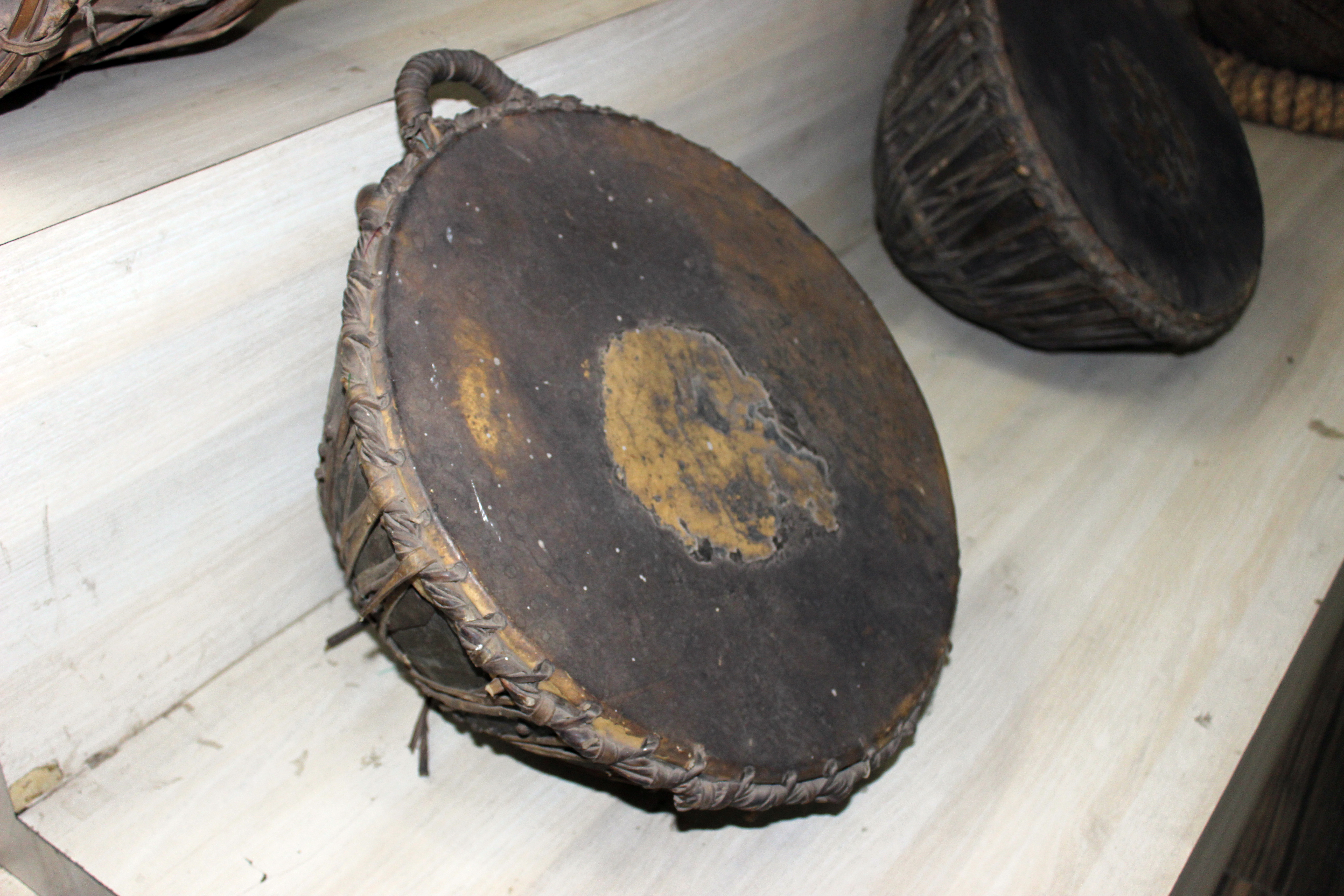
Die kleine Kesseltrommel mit Tonkorpus, die von Adivasis in Chattisgarh, Zentralindien, gespielt wurde, verweist auf eine alte Tradition in Indien

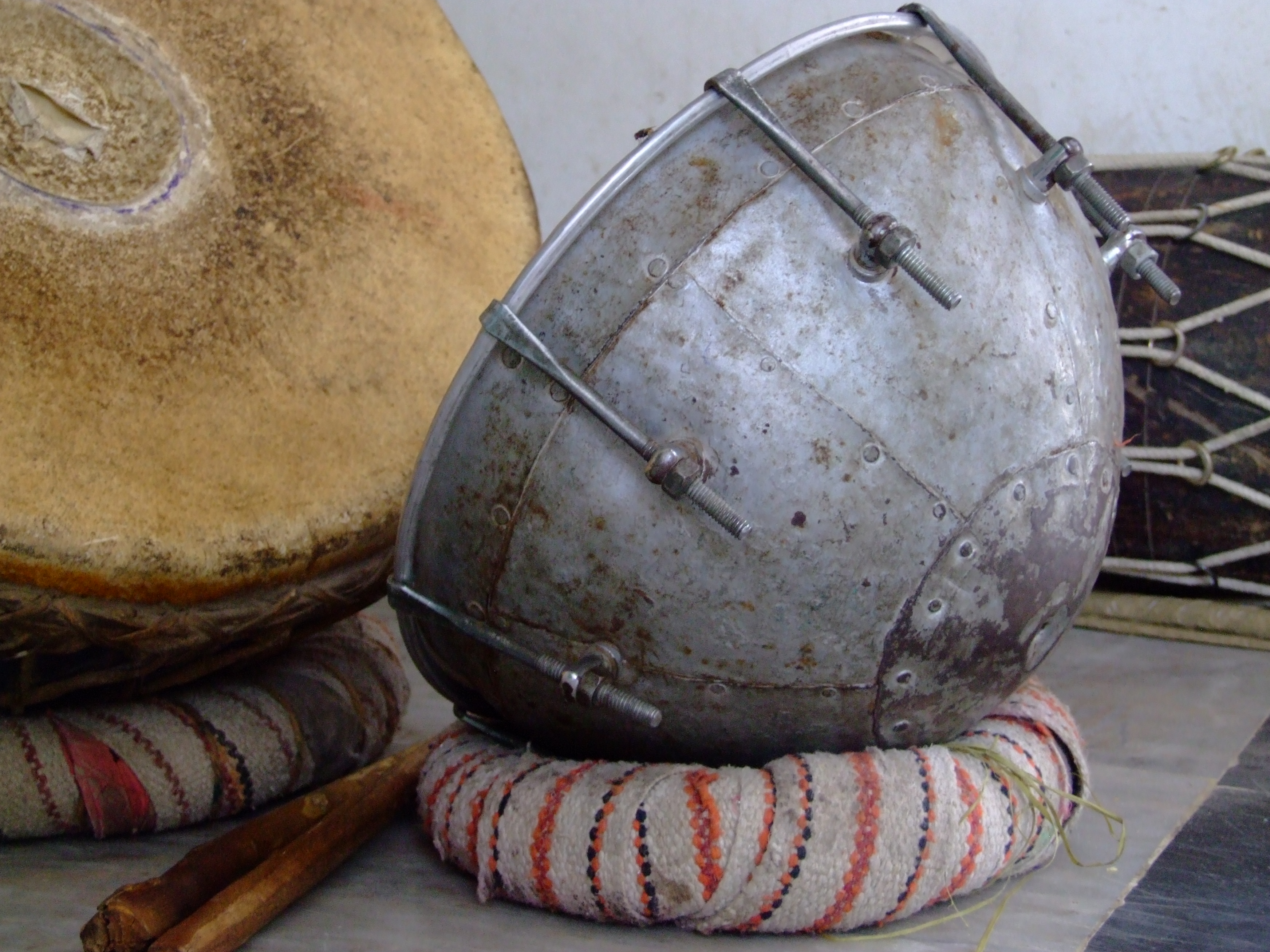
Indische Kesseltrommel des nagara-Typs mit einem Korpus aus Eisenblech, als Trommelpaar in Rajasthan dukar-tikar genannt

Seit ältesten Zeiten haben Trommeln eine magische Bedeutung, sie werden für kultische Zwecke eingesetzt und genießen selbst vielfach eine religiöse Verehrung. In altindischen Ritualtexten aus dem 1. Jahrtausend v. Chr. wird von der bei einem Tieropferritual verwendeten Erdtrommel (Sanskrit bhumidundubhi) berichtet. Ein evolutionärer Fortschritt gegenüber der stationären Erdtrommel, deren Membran am Boden über ein als Resonanzraum dienendes Erdloch gespannt ist, stellt die bewegliche Kesseltrommel dar, bei der ein beliebiger hohler Gegenstand, etwa ein Tontopf, als Resonanzkörper fungiert. Eine Kesseltrommel aus Ton setzt die bereits in der Jungsteinzeit erfolgte Erfindung gebrannter Töpferwaren voraus. Funde oder Abbildungen aus dieser frühen Zeit sind jedoch nicht überliefert.
Die älteste bekannte Kesseltrommel in Mesopotamien, deren sumerischer Name lilissu sich einer Ritualtrommel mit Standfuß und mit einem kesselförmigen oder becherförmigen Korpus zuordnen lässt, wurde im altbabylonischen Reich ab Anfang des 2. Jahrtausends v. Chr. verwendet. Eine Strichzeichnung mit dem Wort lilissu ist auf einer Keilschrifttafel aus der Seleukidenzeit (312–63 v. Chr.) überliefert, die eine Kopie eines älteren Textes darstellt. Ihre Form ist auf einem altbabylonischen Terrakottarelief aus Larsa, das einen Boxkampf zeigt, zu erkennen.
Hans Hickmann (1961) zufolge gab es im Alten Ägypten schalenförmige Trommeln aus Ton seit der Frühdynastischen Periode (Anfang 3. Jahrtausend v. Chr.). Die Objekte auf den bildlichen Darstellungen, auf die sich Hickmann bezieht (eine Bootsszene aus der 4. Dynastie und eine Statuette aus der 5. Dynastie), sind jedoch nicht eindeutig identifizierbar, es könnte sich auch um eine runde Rahmentrommel oder um eine Bechertrommel ähnlich der heutigen orientalischen darbuka handeln. In jedem Fall waren Kesseltrommeln im Alten Ägypten gegenüber den ab dem Mittleren Reich archäologisch nachgewiesenen Röhrentrommeln selten (frühester Trommelfund aus der 12. Dynastie).
In Indien ist die vielleicht älteste Kesseltrommel die in der vedischen Literatur ab Ende des 2. Jahrtausends v. Chr. erwähnte dundubhi, die als laute Kriegstrommel und bei Opferritualen verwendet wurde. Möglicherweise bezieht sich der Name dundubhi auch auf die Funktion der Trommel und ist unabhängig von ihrer Form. Ein anderer altindischer Trommelname, mridangam, ist von Sanskrit mrd, „Tonerde“, und anga, „Körper“, abgeleitet und bezeichnete ursprünglich aus Ton hergestellte Trommeln.
Die in Vorderasien bekannten kleinen und mittelgroßen Kesseltrommeln haben sich Curt Sachs (1915) zufolge mit den frühen Reiternomaden des persisch-zentralasiatischen Kulturraums verbreitet. Kesseltrommeln aus Ton, Holz oder Metall wurden demnach in einer lange zurückreichenden Tradition paarweise an die Seiten von Pferden oder Kamelen gehängt und von den Militärkapellen der berittenen Truppen mit Stöcken geschlagen. Um Tier und Reiter nicht zu behindern, eignete sich ein am Boden gerundeter, nicht allzu großer Trommelkorpus am besten und die beidseitige Anordnung sorgte für den notwendigen Gewichtsausgleich.
Das am Hals von Kamelen hängende Kesseltrommelpaar gelangte irgendwann in den Jahrhunderten nach 712, dem Zeitpunkt der ersten arabischen Eroberung des Sindh und des Industals, nach Nordindien, zusammen mit den von den Militärkapellen gespielten Langtrompeten – namentlich karna und nafīr – und Kegeloboen vom Typ der surnā. Der arabische Name naqqāra für dieses Kesseltrommelpaar ging nach der Etablierung des Sultanats von Delhi ab 1192 als nagārā, nagra oder ähnlich in nordindische Sprachen ein. Entwicklungsgeschichtlich aufgefasst wurde das von den Reittieren abgestiegene Kesseltrommelpaar in Indien später ein Teil des zeremoniellen Palastorchesters naubat und entwickelte sich zu der aus zwei unterschiedlich hoch gestimmten Kesseltrommeln bestehenden tabla (von arabisch tabl) vor dem am Boden sitzenden Musiker.
Zwar kamen die Trommelnamen tabla und tasa mit den muslimischen Eroberern, vielleicht in der Mogulzeit, nach Nordindien. Die so bezeichneten Tontopftrommeln waren dort jedoch schon wesentlich länger bekannt, wie zwei Reliefs aus der Region Gandhara zeigen, die in das Ende des 1. Jahrhunderts n. Chr. datiert werden. Auf beiden Reliefs hält eine der stehenden Figuren in der Reihe eine dickbauchige, wohl aus einem Tontopf bestehende Kesseltrommel zwischen den Knien und schlägt mit den Händen auf die über den weiten Hals gespannte Membran. Die Form dieser Trommel entspricht der heute in Goa verwendeten Tontopftrommel ghumat. Regional in der indischen Volksmusik gespielte Kesseltrommelpaare sind unter anderem die duggi im Norden und in Tamil Nadu im Süden dhanki und tamukku. Mutmaßlich ging der Name tasha auf entsprechend geformte indische Kesseltrommeln über.
Arabische Quellen berichten über unterschiedliche Kesseltrommeln ab dem 10. Jahrhundert. Einzelne namentlich genannte Kesseltrommeln waren die große al-kūs (in der türkischen Militärmusik kös) und die sehr große mongolische kūrgā (kūrka), die als königliche Zeremonialtrommel der Mogulherrscher diente. Die tabl schāmī war eine flache Kesseltrommel, die bei Kriegstänzen in Südarabien an einer umgehängten Schnur getragen wurde.
Die frühesten großen Kesseltrommeln, die Curt Sachs (1940) in persischen Miniaturen aus dem 12. Jahrhundert erkannte, hatten einen flachen Boden und könnten deshalb von kleineren, wesentlich älteren Tontopftrommeln abgeleitet worden sein. Der runde Boden an den großen Kesseltrommeln wäre demnach eine spätere Entwicklung.
Die älteste Abbildung einer kleinen Kesseltrommel mit einem flach gerundeten Boden findet sich auf einem der berühmten sassanidischen Felsreliefs von Taq-e Bostan nahe der iranischen Stadt Kermanschah. Das um 600 n. Chr. unter König Chosrau II. entstandene Relief zeigt den reitenden König bei einer Hirschjagd, an der eine Militärmusikkapelle beteiligt ist. Die Musiker haben sich in drei Reihen aufgestellt und spielen unter anderem eine Kegeloboe (surnā), zwei gerade Langtrompeten (der karnā entsprechend), wahrscheinlich eine aus China eingeführte Mundorgel (damals muschtaq sīnī, also keine Sackpfeife wie die namensverwandte indische mashak), eine Sanduhrtrommel (vermutlich mittelpersisch tabīr oder tabīra), eine große Kesseltrommel (wahrscheinlich kūs) und eine oder zwei kleine Kesseltrommeln (wahrscheinlich mittelpersisch tās). Zu den Trommeln der Sassanidenzeit gehörte außer den drei Trommeltypen noch eine Rahmentrommel.

## Etymologie

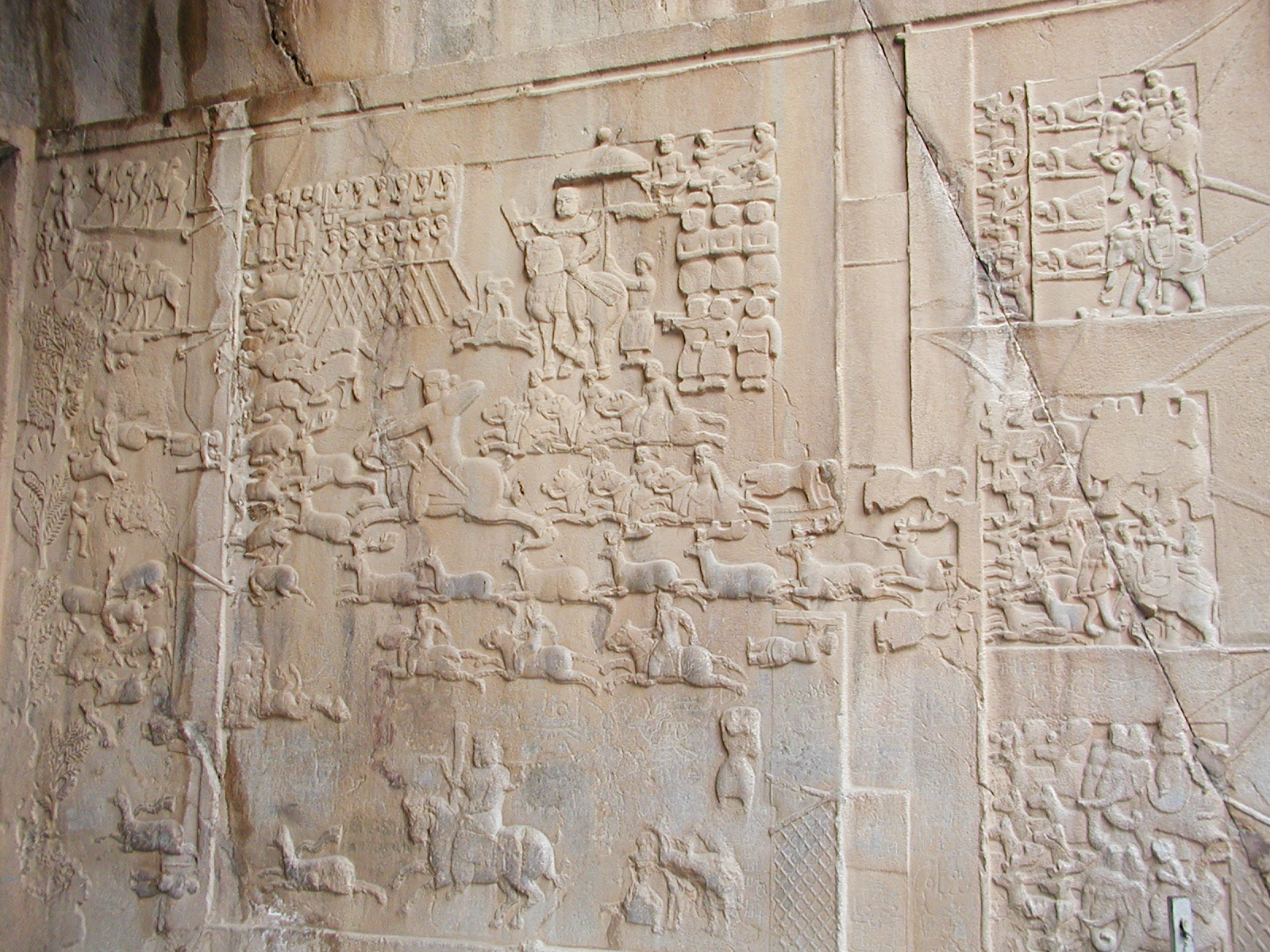
Felsrelief der Hirschjagd. In der Mitte oben König Chosrau II. unter einem Sonnenschirm, rechts hinter ihm das Palastorchester. Oberste Reihe von links: große Kesseltrommel kūs, Kegeloboe surna und rechts am Rand kleine Kesseltrommel tās. Taq-e Bostan, Iran, um 600 n. Chr.

Die auf dem Felsrelief von Taq-e Bostan um 600 n. Chr. abgebildete kleine Kesseltrommel war vermutlich unter dem mittelpersischen Namen tās (Plural tāsāt) bekannt. Das persische Wort für diese Trommel ist tās(ā), entsprechend arabisch tāsa. Unklar ist ein Zusammenhang mit dem Trommelnamen tūza im Sudan.
Vom arabischen tāsa für „Becher, Napf, Tasse“ wurde über Altfranzösisch und Französisch tasse im 16. Jahrhundert das deutsche Wort „Tasse“ für ein „Trinkgefäß mit Henkel“ abgeleitet. Ebenfalls abgeleitet und in der Bedeutung „Becher, Tasse“ sind portugiesisch taça, spanisch taza, italienisch tazza und von letzterem bairisch „Tatzl“ oder „Tatzerl“ in der Bedeutung „Untersetzer“.
In die Sprachen Nordindiens gelangte das Wort tāsa über das Persische entsprechend regionalen Aussprachen zunächst als tāshā und trāsā. Auf Bengali, Marathi und Panjabi heißt eine kleine Kesseltrommel mit einem Korpus aus Ton und einer meist aufgeklebten dünnen Membran tarshā. Sie ist identisch mit der auf Malayalam tamukku genannten Kesseltrommel im südindischen Bundesstaat Kerala. Der Name tamukku ging sehr wahrscheinlich auf die in Odisha in der Volksmusik verwendete Tontrommel mit aufgeklebter Membran tamuk (Santali auch tamak) über. Die tamuk spielt wie die tasha mit der Fasstrommel dhol und außerdem mit der Kegeloboe mohori zusammen.
Außer dem Trommeltyp kommt auch der Name tāshā in Südindien vor: Aus sh wird in Tamil c, also tācā, das regional als tāsā ausgesprochen wird. Bei tassa auf Trinidad blieb die offenbar ältere Aussprache tāshā erhalten. In Karnataka (Region Tulunadu) heißt die Trommel tase oder thase. Die Gond und andere Scheduled Tribes in Madhya Pradesh nennen ihre flache Kesseltrommel timki. Die Vielzahl an indischen Trommeltypen korrespondiert nicht unbedingt mit der ebenso großen Zahl an Trommelnamen in Indien. Die arabisch-persischen Namen der mit den muslimischen Eroberern nach Indien gekommenen Kesseltrommeln gingen teilweise auf einheimische Trommeltypen über, teilweise ersetzten deren Namen die Bezeichnungen der neu hinzugekommenen Trommeln.
Die Kesseltrommel ṭās(a) (Plural ṭāsāt) ist nicht zu verwechseln mit kleinen Zimbeln tasa (Plural ṭūs), die zusammen mit Rahmentrommeln bei Familienfeiern in Oman geschlagen werden und die als tasa bis in die Musik der Swahili-Kultur an der ostafrikanischen Küste gelangten. Im südlichen Zentralasien wurde im 19. Jahrhundert in Musikensembles ein großes tellerförmiges Becken namens tas verwendet.

## Verbreitung
Im arabischen Raum kommen tāsa genannte Kesseltrommeln heute noch im Jemen vor. In Iran wird die tās bei Sufi-Zeremonien in der nördlichen Provinz Kurdistan verwendet. Wohl während des Mogulreichs von Persien in Indien eingeführt, ist die tasha landesweit verbreitet. In dhol-tasha-Ensembles, die in Indien anfangs zur schiitischen Zeremonialmusik gehörten, wird sie heute vor allem bei hinduistischen Festen und zur Begleitung von Hochzeiten gebraucht.
Von Indien gelangte die Kesseltrommel tasa mit der schiitischen Tradition Ende des 17. und Anfang des 18. Jahrhunderts mit Sepoy (indischen Soldaten in der Britisch-Indischen Armee) an die Westküste der indonesischen Insel Sumatra.
Mit der Abschaffung der Sklaverei Anfang des 19. Jahrhunderts im Britischen Weltreich, die im Slavery Abolition Act 1833 gesetzlich festgeschrieben wurde, wuchs der Bedarf an Arbeitskräften in den Kolonien. Die Auswanderung von indischen Arbeitskräften begann in den 1820er Jahren und nahm im folgenden Jahrzehnt deutlich zu. Ab 1838 war die Anwerbung indischer Arbeiter nach Mauritius und ab 1844 in die Karibik möglich. Rund zwei Millionen Inder waren bis 1917 in andere Kolonien, darunter Fidschi, Mauritius, Natal (Südafrika) und in die Karibik ausgewandert. Die mit den indischen Kontraktarbeitern in die Karibik eingeführte tassa gehört unter anderem in den Inselstaaten Jamaika und Trinidad und Tobago zur indischen Musikkultur. In geringerem Umfang wird die dhol-tasha-Musik in Guyana und Suriname gepflegt. In einer zweiten Phase der Migration gelangte die tassa auch zu indischen Gemeinden nach Florida und New York.

## Bauform und Spielweise

### Jemen
In der Volksmusik des Jemen werden zahlreiche Trommeln, vor allem unterschiedliche Kesseltrommeln, daneben Zylindertrommeln und Rahmentrommeln gespielt. Einige Trommeln kommen nur in einzelnen Regionen vor. Tiefbauchige Kesseltrommeln sind typisch für die Küstenregion Tihama und flache schalenförmige Kesseltrommeln (Flachkesseltrommeln) für das jemenitische Hochland, also das historische Kernland im Landesinnern.
Nach der Korpusform werden unter den Flachkesseltrommeln zwei Typen unterschieden: Bei der mirfa’ besteht der pfannenförmige Korpus aus Metall. Ihr flacher Boden ist durch eine erkennbare Kante von der Zarge abgesetzt. Eine ähnliche Korpusform hat auch die sahfa in der Tihama, die wegen des durch den Korpus aus Ton hindurchgesteckten Holzstabs zu den Stieltrommeln gezählt wird. Die geschichtlich ältere schalenförmige Kesseltrommel mit einem gerundeten Boden wird allgemein tāsa genannt und ist im Hochland bis in die Region Hadramaut im Osten verbreitet. Die in unterschiedlichen Größen vorkommende mirfa’ wird mit ein bis zwei kurzen Schlägeln, die tāsa hingegen mit zwei dünneren Ruten geschlagen. Hinzu kommen zweifellige Zylindertrommeln, Rahmentrommeln ohne Rasseln (duff) und mit innen am Rahmen befestigten Rasseln (tar) sowie Rasseltrommeln.
Bei der tāsa werden zwei Größen benannt: Die tāsa kabira („große tāsa“) misst zwischen 30 und 46 Zentimeter im Durchmesser und hat eine Korpushöhe zwischen 12 und 18 Zentimeter. Die kleinere tāsa mutawassita („mittlere tāsa“) misst 35 bis 40 Zentimeter im Durchmesser und ist 15 bis 17 Zentimeter hoch. Kesseltrommeln bestehen heute nur noch selten aus gebranntem Ton (turān), stattdessen überwiegend aus Metall, bevorzugt aus einer Kupferlegierung. Ein Metallkorpus (nuhas ahmar, „rotes Kupfer“, oder nuhas abyad, „weißes Kupfer“) ist weniger zerbrechlich, leichter und teurer. Die hierfür gebrauchten Metallbleche werden aus Indien importiert, ersatzweise kann auch ein einfacher Metallkessel (naqqara) als Trommelkorpus verwendet werden. Aus Kupferblech besteht auch der rhythmisch mit den Händen zur Gesangsbegleitung geschlagene Teller sahn nuhasi, der von Jemen aus zusammen mit der jemenitischen Laute qanbus in die islamische Musik von Sumatra gelangte. Von Jürgen Elsner (2009) befragte Musiker der Stadt Ibb stellten über das importierte Korpusblech eine Verbindung der Trommeln mit Indien her. Zugleich verweist der für die Trommel mirfa’ gebräuchliche Beiname ghassani auf deren vermutete Herkunft aus dem alten Syrien (wo der arabische Stamm der „Ghassaniden“ lebte).
Das Trommelfell von mirfa’ und tāsa wird einige Zentimeter über den Korpusrand gezogen und mit Schnüren gegen einen Schnurring am Korpusboden verspannt. Um die Membran zu spannen, werden mehrere Holzstäbe unter die Verschnürung am Boden geschoben. Bei modernen Trommeln ist die Membran um einen Spannring aus Metall geschlungen, der mit einer umlaufenden Reihe von Spannschrauben auf die gewünschte Tonhöhe eingestellt werden kann.
Elsner beschreibt eine in Sanaa gefundene besonders wertvolle tāsa mit einem wie bei einer mirfa’ gekanteten Korpus aus Messing, der mit einem an der Zarge umlaufend eingravierten Segensspruch verziert ist. Die Korpusform ist demnach nicht das wesentliche Merkmal für die Benennung der Trommel, sondern der Name richtet sich primär nach ihrem Verwendungszweck. Beide Kesseltrommeln gehören zur offiziellen zeremoniellen Musik einschließlich der Begrüßung von Gästen, zur religiösen Musik und zum musikalischen Rahmen bei Hochzeiten und anderen Familienfeiern.
Die Trommler begleiten vor allem den traditionellen Männertanz bar’a, der ein Zeichen von Männlichkeit und Stammesidentität darstellt. Ab den 1970er Jahren verlagerten sich die Aufführungen des bar’a von den Dörfern auf die großen Plätze in den Städten und anstelle der Stammesmitglieder (qabā’il) tanzten seitdem vermehrt die städtischen Männer. Die Veränderungen standen im Zusammenhang mit einem wachsenden jemenitischen Nationalbewusstsein unter den Stämmen. Die Kesseltrommeln werden von mazāyina (Singular muzayyin) genannten Musikern gespielt, deren Aufgabe es ist, durch den Rhythmus die Koordination zwischen dem Leiter und seinen Tänzern bei einem immer schneller werdenden Tempo zu ermöglichen. Der bar’a-Tanz wird stets im Freien aufgeführt. Die über weite Distanzen hörbare tāsa kündigt auch den Beginn einer Tanzaufführung an.
Wie in vielen Kulturen gehören die berufsmäßigen Trommler im Jemen zur untersten sozialen Schicht, im Gebiet um Sanaa gehören sie zu den Banī al-Chums. Diese bilden in der traditionell dreigliedrigen jemenitischen Gesellschaft die Schicht der Dienstleister für alle „unreinen“ Tätigkeiten. Früher waren sie Sklaven. Ungeachtet ihres niedrigen Rangs wird den Banī al-Chums mit Respekt begegnet, denn ihre Musik ist für Hochzeiten und andere gesellschaftliche Anlässe unverzichtbar. In der Tihama und in der Region Hadramaut wird diese unterste Schicht Ahdam genannt.
Das Spiel der beiden Trommeln im 4/4 Takt ergibt eine rhythmische Musik, die nicht durch Melodieinstrumente oder Gesang ergänzt werden darf. Ein typisches Trommelensemble in Ibb besteht aus einer tāsa und zwei unterschiedlich großen mirfa’. Bei größeren Anlässen kann ein Ensemble aus einer tāsa und vier oder fünf mirfa’ bestehen. Eine tāsa, die für die grundlegende rhythmische Struktur sorgt, kann auch allein einen bar’a begleiten. Die Schläge der tāsa werden als ’atifi („liebevoll“) beschrieben, diejenigen der mirfa’ als jauhari („grundlegend“). Der klangliche Unterschied ergibt sich aus den verschiedenen Schlägeln: zwei dünne Ruten (maqra’ oder midrab) aus einem Pflanzenrohr für die tāsa und ein oder zwei dickere Stäbe für die mirfa’.
Tāsa und mirfa’ haben im Jemen eine rituelle Funktion, weshalb sie als Ritualgegenstände (Zeremonialtrommeln), aber nicht als Musikinstrumente aufgefasst werden. Die tāsa gilt als weiblich und die mirfa’ als männlich. In dieser Zuschreibung kommt eine tiefe symbolische Bedeutung der Trommeln zum Ausdruck, die auch für die mit den Trommeln gespielten Rhythmen gilt. In der traditionell abgeschlossenen jemenitischen Stammesgesellschaft ist es erforderlich, das Zusammentreffen von unterschiedlichen Sozialgruppen bei zeremoniellen Anlässen in einem formalisierten und damit sicheren Rahmen ablaufen zu lassen. Hierzu gehören die drei Phasen, die von den Kesseltrommeln und bar’a-Tänzen begleitet werden: sīrah (Prozession zum Veranstaltungsort), istiqbāl (Begegnung von Gastgebern und Gästen bei der Empfangszeremonie) und samrah (offizielle Veranstaltung). Unterschiedliche Versionen von bar’a charakterisieren die zusammentreffenden Stämme und sonstigen gesellschaftlichen Gruppen. Die „einladenden Rhythmen“ der Trommeln definieren symbolisch einen ansonsten für Fremde verschlossenen Ort (Privathaus) zu einem neutralen Versammlungsraum. In der Hauptstadt Sanaa wurden die Trommeln auch zur Ankündigung von Wahlkampfveranstaltungen politischer Parteien eingesetzt.

### Iran

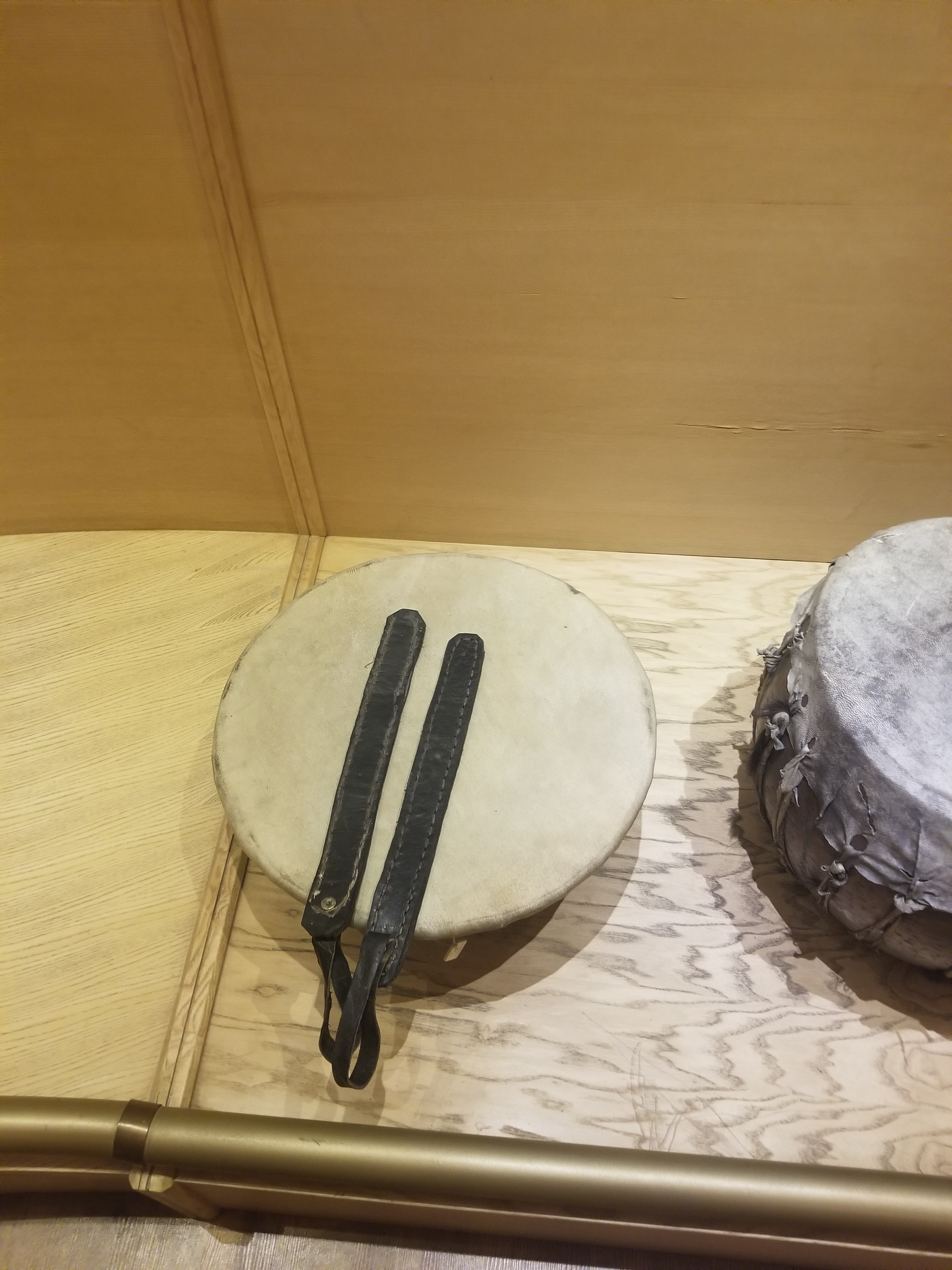
Kurdische tās in Iran, mit zwei Lederruten geschlagen. Musikmuseum in Teheran

Bei den in der iranischen Musik verwendeten Kesseltrommeln werden die große einzelne kūs, die kleine tās und die paarweise gespielte nagara unterschieden. In der Musik der Aserbaidschanischer besteht das kleine Kesseltrommelpaar gosha naghara aus Ton, Metall oder manchmal aus gedrechseltem Holz. Die tās der Kurden besitzt einen kupfernen Korpus, ist mit Schaf- oder Rindshaut bespannt und wird mit zwei Gummi- oder Lederruten geschlagen, um langsame rhythmische Grundschläge zu produzieren. Diese klingen hart und trocken.
Sie wird vor allem vom Sufi-Orden der Qādirīya in ihren Sufizentren (chāneqāh) in der Provinz Kurdistan in der religiösen Musik verwendet. Zur Begleitung sufischer Gesänge wird die tās zusammen mit der großen Rahmentrommel def (daf, 70 Zentimeter Durchmesser) gespielt. Vorgetragen werden poetische Texte von Rumi und anderen mystischen Dichtern. Manchmal spielt die tās auch mit der kurdischen Doppelklarinette duzele zusammen.

### Indien

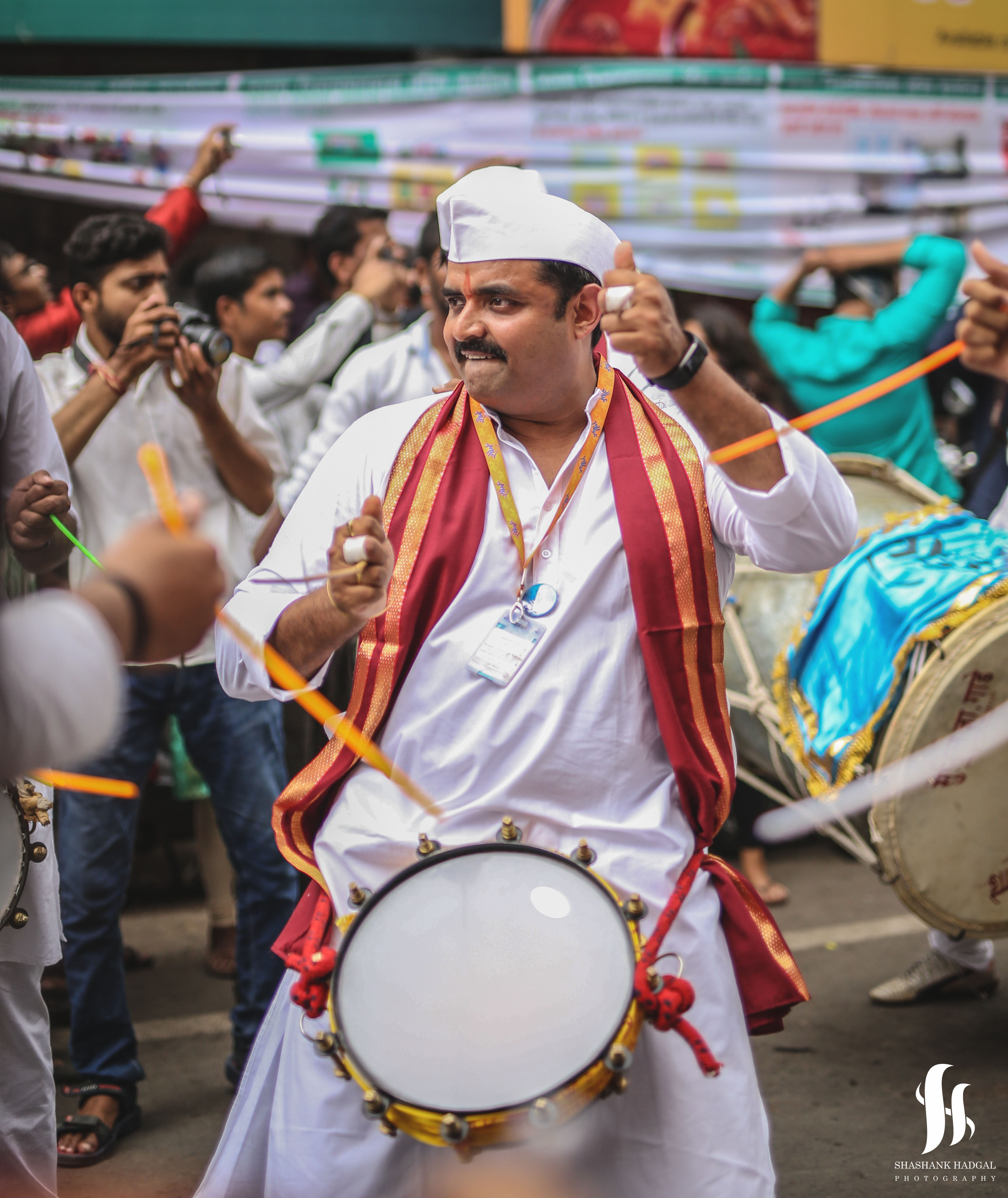
Tasha-Spieler beim hinduistischen Jahresfest Ganesh Chaturthi in Pune, Maharashtra, 2019

Die in Nordindien, Zentralindien und teilweise im Süden verbreitete tasha ist seit der Mogulzeit bekannt und bildet spätestens seit Anfang des 19. Jahrhunderts im Zusammenspiel mit der großen Zylindertrommel dhol eine musikalische Tradition. Ihr schalenförmiger Korpus mit einem Durchmesser von 30 bis 40 Zentimetern besteht aus Ton oder Metall (Kupfer oder Edelstahl), seltener aus Holz. Die Membran wird traditionell aus Ziegenhaut und heute auch aus Kunststoff gefertigt. Die Ziegenhautmembran wird mit Hautstreifen gegen die Unterseite des Korpus verspannt und ist nicht einstellbar, während sich die an einem Metallring fixierte Kunststoffmembran beim Ende des 20. Jahrhunderts eingeführten Trommeltyp über eine umlaufende Reihe von Spannschrauben stimmen lässt. Geschlagen wird die an einem Band um den Hals des Spielers gehängte tasha mit zwei dünnen langen Stäben aus Holz oder Bambus.
Die allgemeinen Eigenschaften der traditionellen tasha klassifiziert K. S. Kothari (1968) als „Tasha-Typ“ unter den schalenförmigen Kesseltrommeln und listet folgende regionale Formvarianten:
- Tasa, Tonkorpus mit einem Durchmesser von 23 Zentimetern, im gesamten Bundesstaat Odisha bei regionalen Volkstänzen wie paiki und gotipua verwendet
- Tasha, flacher Tonkorpus mit einem Durchmesser von 33 Zentimetern in Uttar Pradesh, 36 Zentimetern in Rajasthan und 40 Zentimetern in Kaschmir
- Tase, flache Bronzeschale von 29 Zentimetern Durchmesser mit einer um einen Ring geschlungenen Membran, der mit Schnüren an einem Eisenring an der Unterseite verspannt ist. In Karnataka, Region Tulunadu[44]
- Bidi, kleiner Tonkorpus von 17 Zentimetern Durchmesser in Karnataka
- Kundi, kleiner Tonkorpus von 20 Zentimetern Durchmesser. Die Membran ist um einen Ring geschlungen. Gespielt von der Jogi-Kaste in der Region Mewar in Rajasthan bei Volkstänzen
- Kundi, tiefer Tonkorpus von 30 Zentimetern Durchmesser in Gujarat
- Nagara, tiefer Tonkorpus mit einem Durchmesser von 29 Zentimetern in Kaschmir
- Tammatte, flache Metallschale mit 28 Zentimeter Durchmesser in Karnataka (auch eine Rahmentrommel)
- Timki, halbkugelförmiger Tonkorpus mit 18 Zentimetern Durchmesser in Madhya Pradesh.[45]

Die tasha produziert schnelle, hoch tönende Schläge, die dhol dumpfe und tiefer klingende Schläge. Eine oder mehrere tasha spielen in einem kleinen Ensemble stets im Freien mit einer oder mehreren dhol und als Taktgeber häufig mit Handzimbeln (tal oder jhanjh) zusammen. Dhol-tasha-Ensembles treten entweder allein oder zusammen mit Blechbläsern auf. Bei Straßenprozessionen anlässlich von Hochzeiten, politischen Veranstaltungen und zu den religiösen Feiertagen an Muharram bestehen kleine Ensembles aus drei bis fünf Musikern. In einem großen Trommelorchester, das in Maharashtra dhol-tasha-pathak genannt wird, spielen beim bedeutenden hinduistischen Jahresfest Ganesh Chaturthi mehrere Dutzend Musiker tasha und dhol. Dhol-tasha-Trommler sind manchmal auch ein Bestandteil eines größeren Orchesters mit Blechblasinstrumenten. Die religiösen Feste, bei denen die zeremoniellen dhol-tasha-Trommelgruppen auftreten, werden von Schiiten, Sunniten und Hindus besucht, aber gemäß ihrer jeweiligen Glaubenstradition unterschiedlich bewertet.

#### Dhol-Tasha bei Schiiten

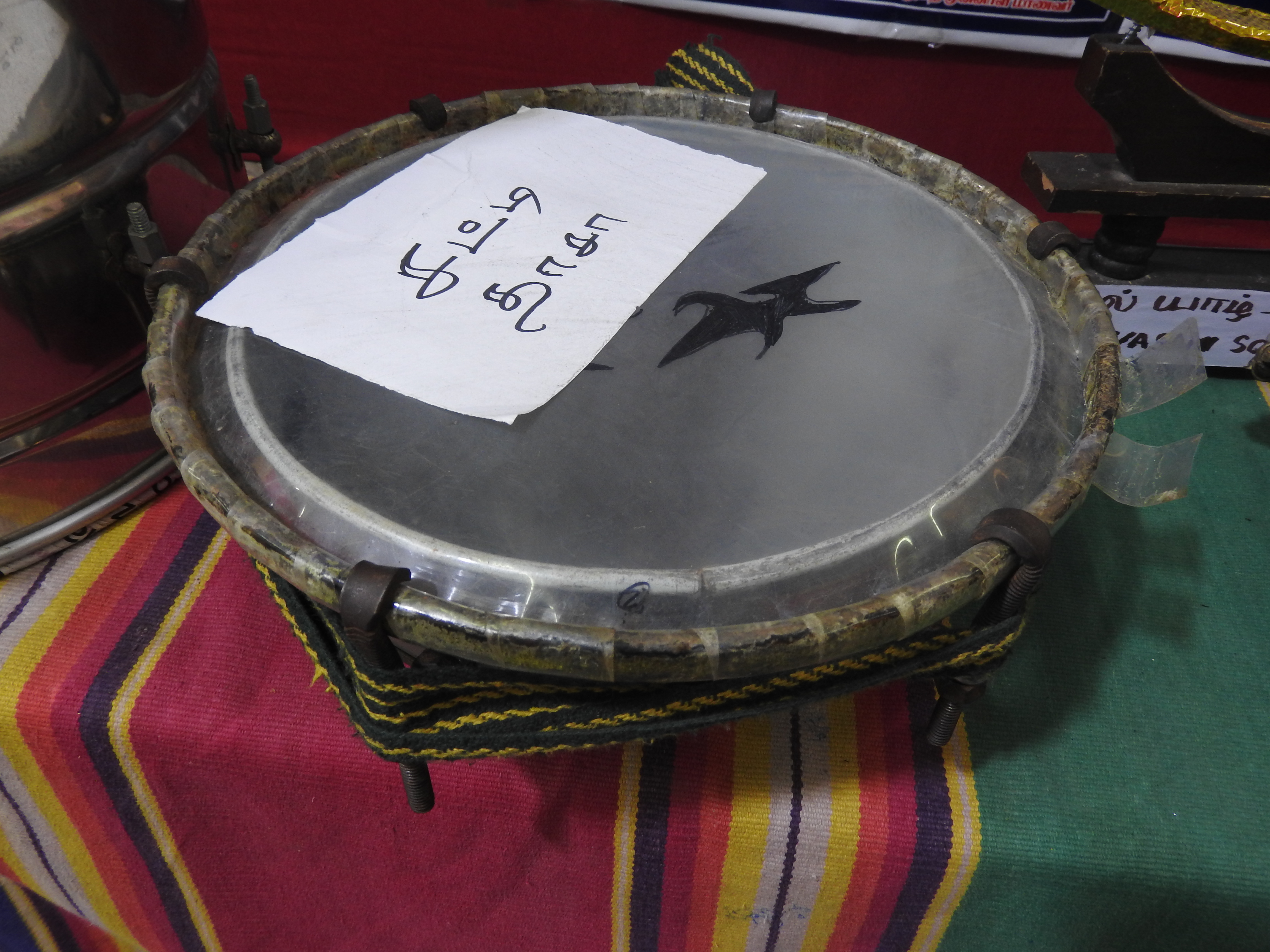
Tasha mit Kunststoffmembran, Metallring und Spannschrauben. Bestand einer Musikschule im Distrikt Salem, Tamil Nadu

Das dhol-tasha-Ensemble geht auf die schiitische Tradition der Muharram-Prozessionen am Trauertag Aschura zurück, die in Indien seit Anfang des 19. Jahrhunderts aus der Stadt Lucknow bekannt ist und wohl schon lange zuvor praktiziert wurde. Neben dem typischen Muharram-Ensemble dhol-tasha, auch tasha-baja („tasha-Musikgruppe“) kommen je nach Region auch das Kesseltrommelpaar nagara, in Südindien die Rahmentrommel dappu (anderer Name parai), im Norden die Kegeloboe shehnai und manchmal ein Dudelsack zum Einsatz. Ein anderes Straßenmusikorchester für festliche Anlässe besteht aus europäischen Blechblasinstrumenten.
Der Einsatz von Musik, im Besonderen von Melodieinstrumenten, ist nach der mehrheitlichen islamischen Lehrmeinung bei der Religionsausübung unzulässig. Einzelne Schulen kommen aber zu unterschiedlichen Auffassungen, was als „Musik“ zu betrachten sei. Schiiten akzeptieren üblicherweise den melodischen Gesangsvortrag von Versen mit einem Bezug zu Muharram als „Rezitation“ (Urdu parhna). Der Einsatz von Trommeln wird unterschiedlich als unzulässige „Musik“ oder als zulässig für den rituellen Gebrauch betrachtet. Dies war in der Vergangenheit häufiger Konfliktstoff zwischen Schiiten und Sunniten, der etwa Anfang des 20. Jahrhunderts in Lucknow zu einem Rückgang der von Trommeln begleiteten Muharram-Rituale führte. Für die Zulässigkeit zu islamischen Ritualen kommt es auch auf den Trommeltyp an. In Indien wird etwa die mit Rindshaut bespannte Rahmentrommel parai mit der Anrufung von Totengeistern (Bhutas) und die Doppeltrommel pambai mit der Verehrung von niedrigen Hindugottheiten assoziiert. Beide sind mit diesen Konnotationen für Muslime gänzlich ungeeignet.
Das Trommelpaar dhol-tasha wird dagegen allgemein mit Muharram assoziiert. Die nützlichste historische Beschreibung der zeremoniellen Verwendung der tasha stammt von Abdul Halim Sharar (1860–1926), einem auf Urdu schreibenden Historiker, der sechs Ensembles für Hochzeiten und andere Feste unterscheidet, die es Ende des 19. und Anfang des 20. Jahrhunderts gab, darunter dhol-tasha. In teilweise veränderter Besetzung haben alle Formationen (unter anderem mit großen Kesseltrommeln, shehnai, Trompete karna, Dudelsack) regional bis heute überlebt.
Laut Sharar spielten damals in Lucknow ein bis drei tasha, drei oder vier dhol und ein Paarbecken jhanjh zusammen. Die tasha-Spieler gaben mit schnellen Schlägen den Rhythmus und das Tempo vor, dem die Spieler der dhol mit tieferen Schlägen folgten. An Muharram fanden musikalische Wettstreite statt, bei denen die geübteren tasha-Spieler mehrere Stunden lang trommelten. Wajid Ali Shah (1822–1887), der letzte Nawab von Avadh, war auch als Komponist und tasha-Spieler bekannt.
Ungeachtet der historischen Wertschätzung der tasha lehnen in Indien heute schiitische tasha-Spieler, die bei Hochzeiten und anderen heiteren Anlässen auftreten, es meistens ab, mit dieser Trommel bei Muharram zu spielen, um nicht das fröhliche Trommelspiel mit dem ernsten Anlass der religiösen Trauer in Verbindung zu bringen. Damit wird Musikinstrumenten eine spezifische, im Fall der tasha nunmehr gewandelte Funktion zugesprochen, über deren Einsatzbereich hinaus sie möglichst nicht verwendet werden sollten.

#### Dhol-Tasha bei Hindu-Festen

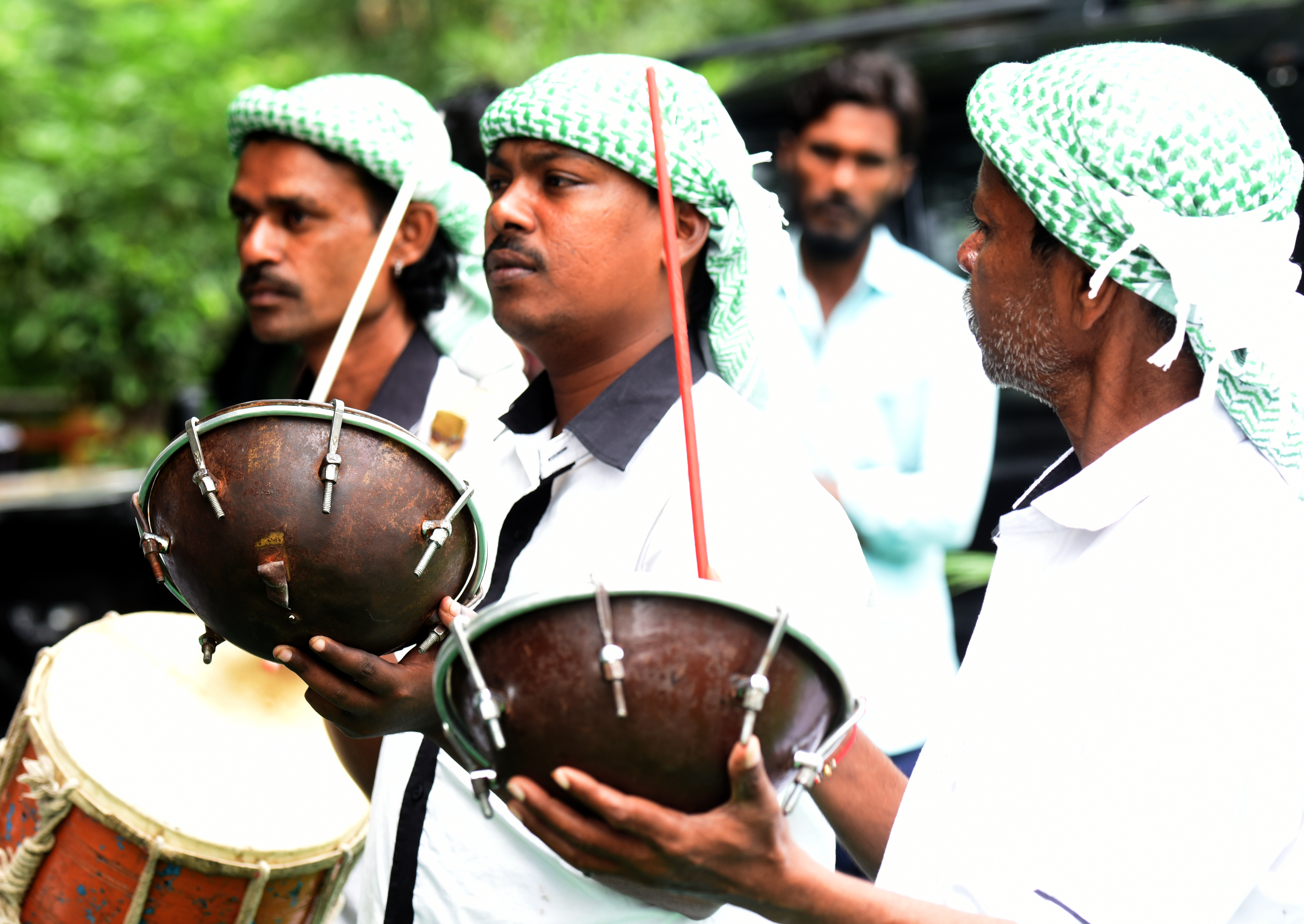
Tasha mit Kupferkorpus und Spannschrauben. Auftritt der Volksmusikgruppe Dubbula Koluvu aus Telangana beim Kulturfestival Janapada Jathara in Hyderabad, 2019

Auch wenn die Muharram-Feierlichkeiten in anderen Ländern, etwa in Iran, ein rein schiitisches Ritual sind, begannen in Indien auch viele Sunniten und Hindus sich an einigen der Aktivitäten selbst zu beteiligen oder als Zuschauer teilzunehmen. In der allgemeinen Öffentlichkeit wandelte sich so die religiöse Trauerzeremonie zu einem Straßenfest mit diversen Unterhaltungsveranstaltungen in einer karnevalartigen Stimmung. Die religiöse Bedeutung ging für die meisten Teilnehmer verloren, auch die dhol-tasha-Musik entfernte sich von ihrem ursprünglich muslimischen Kontext. Die dhol-tasha-Gruppen wurden zu einer in ganz Nordindien beliebten musikalischen Umrahmung bei religiösen Festen der Hindus, vor allem bei Hindu-Hochzeiten.
Bei Straßenmusikern, die bei Festen in Kolkata auftreten, leitet eine tasha mit schnellen, hoch tönenden Schlägen den Einsatz einer größeren Gruppe von dhol-Spielern. Diese Führungsrolle der kleinen Kesseltrommel geht mutmaßlich auf ein Kesseltrommelpaar |naqqāra im Palastorchester der Mogulzeit zurück, das auf den Mogulmalereien im Zentrum des Orchesters abgebildet ist, umgeben von weiteren naqqāra, tief tönenden Kesseltrommeln (kuwarga), Fasstrommeln, Kegeloboen (surna), Langtrompeten (karna und nafir) und Paarbecken.
Dhol-tasha-Ensembles in einem hinduistischen Kontext sind vor allem in Maharashtra beliebt, wo sie zum Jahresfest Ganesh Chaturthi gehören. An diesen Tagen wird der Geburtstag des Hindu-Gottes Ganesh gefeiert. Gläubige stellen in ihren Häusern und an öffentlichen Plätzen geweihte Standbilder (murti) des Gottes auf und feiern mit einer großen Prozession. Schwerpunkte der Veranstaltungen sind unter anderem Pune und Mumbai. Das Fest ist zwar wesentlich älter, popularisiert wurde es aber erst durch den für die Unabhängigkeit kämpfenden Politiker Bal Gangadhar Tilak in den 1890er Jahren. Das dhol-tasha-pathak wurde um 1970 durch den Sozialaktivisten und Musiker Appasaheb Pendse in Pune und anderen Städten in Maharashtra als ein Element des Ganesh Chaturthi eingeführt. Allein in Pune treten jedes Jahr rund 100 Trommelgruppen mit jeweils über 100 meist jungen Amateurmusikern bei Prozessionen und sonstigen Gelegenheiten im Verlauf des Festes auf. Typisch für diese und andere moderne Popularkulturen ist, dass sie jenseits der traditionellen Kastenzugehörigkeiten von einer mittelständischen städtischen Bevölkerung praktiziert werden. Die gesellschaftliche Unabhängigkeit dieser dhol-tasha-Musik ist möglich, weil sie durch die von Pendse und seinen Mitmusikern neu komponierten Rhythmen nicht dem Regelwerk der traditionellen Volksmusik unterliegt.
Holi, das indische Frühlingsfest oder „Fest der Farben“, wird in Goa Shigmo genannt und während der Dauer von 14 Tagen mit mehreren Prozessionen gefeiert, bei denen dhol-tasha-Gruppen spielen. Diese Trommelgruppen begleiten in Goa auch den Volkstanz Ghode Modni, einen theatralischen Kriegstanz, der die Tapferkeit der Maratha-Krieger darstellen soll. Die Tänzer halten ein Schwert und reiten auf Steckenpferden. Ghode Modni wird hauptsächlich an Shigmo aufgeführt.
Das größte Hindu-Fest in Westbengalen, auch bei der Hindu-Minderheit in Bangladesch, ist Sharadiya Durga Puja, ein zehntägiges Fest zur Verehrung (puja) der Göttin Durga im September–Oktober. Die Prozessionsmusik besteht aus sehr großen Zylindertrommeln dhol und etwas kleineren bengalischen Fasstrommeln dhak, ergänzt durch tasha.

#### Dhol-Tasha bei den Chishtiyya
Chishtiyya ist ein in Indien weit verbreiteter einflussreicher Sufi-Orden der sunnitischen Mystik, dessen Lehren maßgeblich Nizām ad-Dīn Auliyāʾ (Nizamuddin Auliya, um 1238–1325) von Delhi aus verbreitete. An seinem Mausoleum und Schrein (Hazrat Nizamuddin Dargah) in Delhi werden zahlreiche religiöse Feierlichkeiten veranstaltet. Während Schiiten an Muharram den tragischen Ausgang der Schlacht von Kerbela mit dem Tod Husseins im Jahr 680 mit Selbstgeißelungen (mātam) beklagen, ist dieses historische Ereignis für Sunniten ein Grund, um zu feiern. Einige Schiiten lehnen daher das schnelle, hoch tönende Spiel der tasha ab, weil hierbei der Aspekt des Feierns im Vordergrund steht. Die Schiiten in Iran verwenden stattdessen bei diesen Trauerzeremonien die Zylindertrommel dammam, deren tiefe voluminöse Schläge als geeigneter erscheinen. Die ebenso klingenden langsamen Schläge der Basstrommel dhol schätzen die Schiiten in Indien und Pakistan in ihrem Gefühlsausdruck als ähnlich schwer und klagend ein. Die Schläge mit den Händen auf die Brust bei der Selbstgeißelung können auch symbolisch durch bestimmte Trommelrhythmen ausgedrückt werden.
Das Verhältnis von Schiiten und Sunniten war in der Geschichte immer konfliktreich und von diesen Geißelungsritualen distanzieren sich die Sunniten ausdrücklich. Ungeachtet dessen gab es bei den Muharram-Zeremonien der Chistiyya in Karatschi laut der Aussage eines Informanten eine gewisse Beteiligung von schiitischen Trommlern und umgekehrt von sunnitischen Trommlern bei den Zeremonien der Schiiten. Demnach wurden auch Taʿziye-Zeremonien durchgeführt, bei denen auf der einen Seite Sunniten dhol und tasha spielten, während auf der anderen Seite Schiiten ihr Brustschlagen praktizierten. Anti-schiitische Gruppen im Pakistan behaupten hingegen, dass Schiiten Ungläubige (kāfir) seien und unterstellen den Chistiyya-Anhängern, dass sie eine Sünde (gunah) begingen, wenn sie an Muharram Trommeln spielten.
In Delhi lehnten Chistiyya-Anhänger nach der Beobachtung von Richard K. Wolf (2015) in den Jahren 2009/2010 eine Beteiligung von Schiiten bei ihren Muharram-Zeremonien ab, dennoch haben die Praktiken beider Gruppen etliche Gemeinsamkeiten und früher interagierten sie offenbar stärker miteinander. Von Nizamuddins Schrein in Delhi ausgehend finden an mehreren Tagen im Monat Muharram Prozessionen mit Umzugswagen statt, die von einer professionellen Trommelgruppe begleitet werden. Die Trommler dieser Prozession, die früher auch Schiiten und Sunniten waren, sind heute Hindus. Vergleiche lassen sich anstellen zwischen diesen Ta’ziye-Inszenierungen an Muharram und den an zwölf Tagen im Jahr stattfindenden Ramlila-Theateraufführungen der Hindus, bei denen Wagen mit Szenen aus der hinduistischen Mythologie gezeigt werden.
Beim dhol-tasha-Zusammenspiel lassen sich drei generelle rhythmische Formen unterscheiden, die auch in der Tradition der Chistiyya-Trommler üblich sind: ein Ostinato auf der dhol, sich wiederholende rhythmische Muster auf einer oder mehreren tasha und eine wiederkehrende Improvisation auf einer tasha. Die Schläge der dhol entsprechen der Stimme Husseins und unterstützen den Rezitator, wenn er schwermütige Gedichte (marsiya) über dessen Schicksal vorträgt. Die Trommelrhythmen stellen eine Abstraktion vom Versmaß und den Betonungen der gesprochenen Sprache dar. Dies führt zu der Vorstellung, die Trommelrhythmen seien ein Ausdrucksmittel für religiöse Texte. Neben zwei Gedichten (marsiya) gehört zum Textvortrag der Chistiyya in Delhi und Karatschi unter anderem das islamische Glaubensbekenntnis (schahāda), für das eine ostinate Phrase auf einer dhol gespielt wird. Während sich die dhol-Schläge auf die Betonung einzelner Wörter beziehen, füllt die tasha hauptsächlich das rhythmische Muster aus.

#### Regionale Ritualmusik

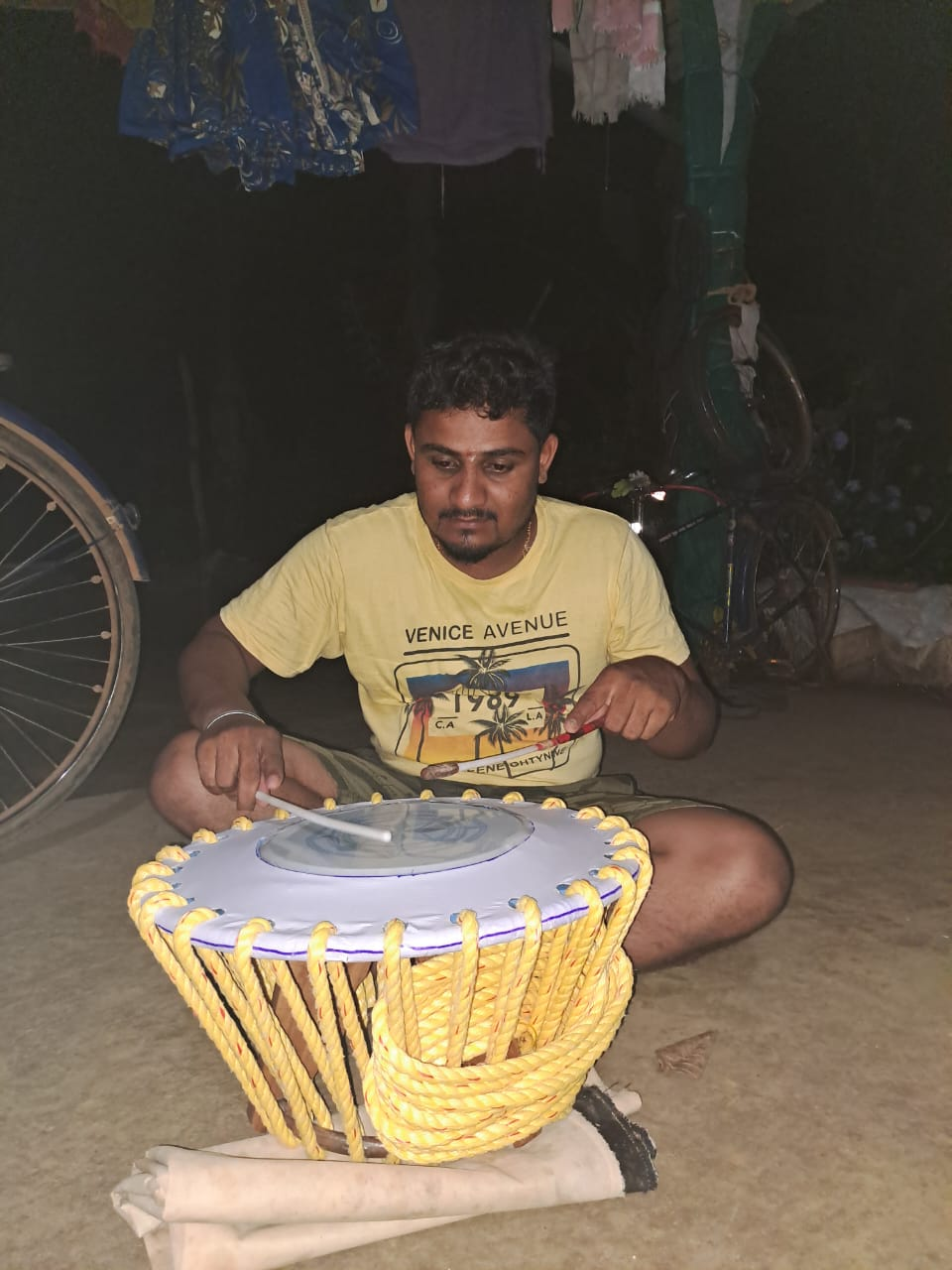
Tase (auch thaase) in der Region Tulunadu in Karnataka

Im zentralindischen Adivasi-Gürtel mit den im Osten gelegenen Bundesstaaten Chhattisgarh und Odisha existieren unter den Adivasi und Scheduled Castes zahlreiche Bräuche und Rituale in den vom Hinduismus beeinflussten Volksreligionen, etwa im Distrikt Bastar die vom Musikbogen dhankul begleiteten epischen Gesänge der Frauen. In der Region Bora Sambar im Distrikt Bargarh im Westen von Odisha pflegen kastenlose Priester der dortigen hinduistischen Volksreligion eine als sakral geltende Ritualmusik, deren spezifische Klänge in eine Beziehung zu den angesprochenen Gottheiten gestellt werden. Der hierfür in den Dörfern verwendete Ensembletyp ganda baja, dessen Mitglieder ausschließlich Männer der Schedules Castes-Gruppe Ganda sind, setzt sich aus folgenden Musikinstrumenten zusammen: der großen Fasstrommel dhol, der Kesseltrommel nissan, der tasha (die auch timkiri genannt wird), der Kegeloboe mohori und eisernen Paarbecken kastal (auch jhang) oder jumka (eine Art von Schellen, ghungru).
Die riesige, aus einem Baumstamm gefertigte dhol mit einer Länge von 90 bis 150 Zentimetern ist das führende Musikinstrument des Ensembles. In ihren Rhythmen sollen die Stimmen der Gottheiten zuerst zu hören sein. Die aus Holz und Eisenblech hergestellte nissan (nishan) wird mit zwei dicken Gummischlägeln stets in maximaler Lautstärke geschlagen. Ihr dumpfer und dunkler Klang wird mit der schreckenerregenden Göttin Nissani und Donnergrollen assoziiert. Auch der schrille Klang oder „das Geschrei“ der mohori drückt die Stimme einer Gottheit aus. Nur die hohen und harten Schläge der tasha werden nicht mit der Stimme einer Gottheit verbunden, sondern unterstützten nur die „Götterstimmen“ der anderen Musikinstrumente. Traditionell wird ihr Korpus aus Ton mit Rindshaut (Kalbshaut) bezogen und durch Hautstreifen am Korpus verspannt. Moderne Instrumente besitzen einem Metallring an der Membran und Spannschrauben. Auch die anderen Trommeln sind mit Rindshaut bespannt. Durch den direkten Kontakt mit Rindshaut gehören die Trommelspieler zwangsläufig zur untersten Gesellschaftsschicht der „Unberührbaren“.
Beim Zusammenspiel orientieren sich die beiden kleineren Trommeln an der dhol. Die tasha ergänzt mit doppelter Schlagzahl den auf der rechten Membran der dhol gespielten Rhythmus, während die nissan mit Gegenschlägen auf die Schläge der linken Membran der dhol reagiert. Da die Musikinstrumente als Mittler für eine Gottheit fungieren, werden sie selbst religiös verehrt. In den drei Trommeln verkörpern sich die angerufenen Gottheiten und ihr Spiel kann Trance bewirken. Eine ganda baja wird in der Region Bora Sambar außer zur rituellen Verehrung (puja) der Götter auch notwendig bei Hochzeitsfeiern und allen anderen religiös geprägten gesellschaftlichen Festen gebraucht.
Ein populärer Volkstanz bei Adivasigruppen in mehreren Distrikten im Westen Odishas heißt Dalkhai, benannt nach der gleichnamigen in dieser Region verehrten Fruchtbarkeitsgöttin. Dalkhai Devi ist eine Manifestation der hinduistischen Göttin Durga. Die gesungenen Lieder erzählen Liebesgeschichten der indischen Mythologie von Radha-Krishna. Den Gruppentanz führen unverheiratete junge Frauen und Männer auf und ausschließlich männliche Musiker begleiten sie mit Musikinstrumenten ähnlich denen des ganda baja-Ensembles. Die große Zylindertrommel dhol übernimmt auch hier die musikalische Leitung. Die kleine Kesseltrommel nagra (nicht identisch mit der großen nagra im Nordosten) wird hauptsächlich von den Santal zur Tanzbegleitung gespielt. Die Kesseltrommel nissan wird überwiegend für die Verehrung der Göttin Durga gebraucht. Die mit dünnen Bambusstöcken geschlagene tasha soll Angst und Schrecken verbreiten. Hinzu kommen die tamki, eine kleinere und höher klingende Variante der tasha, ferner die Kegeloboe mohori, Paarbecken jhanjh und Fußschellen ghungru. Die Tänze finden an mehreren Tagen im September/Oktober statt und sollen die Göttin zufriedenstellen, damit sich Frieden und Wohlstand einfinden mögen.
In der Region Tulunadu an der Küste von Karnataka wird eine tase (auch thase, thaase) genannte Gruppe aus zwei oder drei mittelgroßen Kesseltrommeln tase bei hinduistischen Festen eingesetzt. Die Membran der tase wird wie bei der dortigen Zylindertrommel chande an einem über den Korpusrand hinausragenden Eisenring befestigt und mit dicken Schnüren gegen einen zweiten Ring an der Unterseite verspannt. Die Trommelgruppe begleitet hauptsächlich den Tigertanz pili vesha, der zu Ehren der Göttin Durga an ihrem Jahresfest Dashahara und ferner an Janmashtami, dem Geburtstag des Gottes Krishna, aufgeführt wird. Der Tiger ist das Reittier (vahana) der Durga, pili heißt „Tiger“ in Tulunadu und vesha bedeutet „Kostümierung, Maskierung“. Die jugendlichen Tänzer tragen Masken, ihre Körper sind vollständig mit leuchtenden Farben und tigerähnlichen Flecken bemalt. Die Tänze mit teilweise akrobatischen Einlagen finden von wilden Trommelschlägen begleitet im Freien und auf Bühnen statt. Tigertänze werden auch als Wettbewerb mehrerer Tanzgruppen organisiert. Die Trommelgruppe wird häufig durch Trompeten ergänzt.

#### Siddhi-Ritual
Der streng religiöse Charakter der tasha hat sich bei den Siddi, einer überwiegend muslimischen Ethnie schwarzafrikanischer Herkunft im Nordwesten Indiens und in Teilen Pakistans erhalten. Im westindischen Bundesstaat Gujarat verehren die muslimischen Siddis drei Heilige afrikanischen Ursprungs mit Musik und Tänzen an ihren religiösen Zentren (dargah) und Schreinen (chilla). Die Ritualpraxis steht mit den Sufi-Ritualen der Rifāʿīya und Chishtiyya-Orden in Verbindung.
Die zur Anrufung der Heiligen verwendeten Musikinstrumente – ausschließlich Trommeln – gelten als Ritualobjekte und stammen überwiegend aus ostafrikanischen Musiktraditionen. Die im Halbkreis auf dem Boden sitzenden Musiker (nangasi, vom Bantu-Wort inanga) spielen mit langsamen Schlägen die große einfellige Standtrommel mugarman aus Tansania, die zweifellige große Zylindertrommel musindo aus Kenia, die kleinere, unter dem Arm gehaltene Zylindertrommel damal, die flache Kesseltrommel tasha und Gefäßrasseln mai misra aus Kokosnuss. Mit Ausnahme der tasha schlagen die Siddhis alle Trommeln mit den Händen. Die harten und hellen Schläge der tasha ertönen besonders gegen Ende der Aufführung, wenn sie immer schneller werdend einen wilden Tanz vorwärtstreiben. Diese Funktion erinnert an den Einsatz der tāsa im Jemen. Neben den Perkussionsinstrumenten ist auch der in den Ritualen verwendete Musikbogen malunga afrikanischen Ursprungs. Ansonsten verwenden die Siddhis nur das von Inseln im Indischen Ozean (Réunion) übernommene Schneckenhorn und die indische tasha.

### Sumatra

#### Dol Tasa

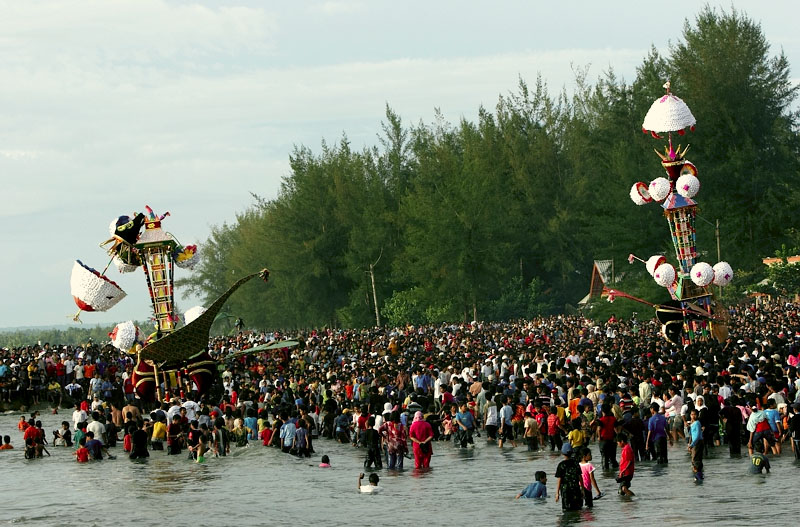
Tabuik-Zeremonie in Pariaman. Bunte Konstruktionen aus Bambus und Pappe, Symbole für Husseins Totenbahre, die ins Meer geworfen werden

Neben den sunnitischen Muslimen Indonesiens bilden die Schiiten eine kleine Minderheit. Die ersten Schiiten erreichten Indonesien im 14. Jahrhundert aus dem nordwestlichen Indien und brachten einfache Ritualformen mit. Die zweite Gruppe der heutigen Schiiten stammt von den Sepoy ab, den Ende des 17. und Anfang des 18. Jahrhunderts nach Sumatra gekommenen britisch-indischen Soldaten. Die britischen Verwalter der Stadt Bengkulu (damals British Bengcoolen) an der mittleren Westküste Sumatras ließen um 1718 indische Arbeiten und Soldaten schiitischen Glaubens kommen, um beim Bau und bei der Bewachung des Fort Marlborough mitzuwirken. Auf sie wird – zumindest für Bengkulu – die Tradition der schiitischen Zeremonien zurückgeführt. Einen weiteren schiitischen Einfluss brachte die Iranische Revolution von 1979.
Zu den von den Sepoy eingeführten komplexeren Rituale der Trauerzeremonien zu Muharram gehört das Passionsdrama Taʿziye, das indonesisch tabut und minangkabauisch tabuik genannt wird. Die heutigen Schiiten leben in den Städten Bengkulu (in der gleichnamigen Provinz) und weiter nördlich in Pariaman (in der Provinz Sumatra Barat).
Der Name geundrang klèng für eine zweifellige Fasstrommel in der Provinz Aceh an der Nordspitze Sumatras ist von der Tradition des schiitisch-indischen Ritualdramas abgeleitet und bezeugt dessen Herkunft. Die für islamische Rituale als bedingt erlaubt klassifizierte geundrang ist eine Variante der zweifelligen indonesischen Fasstrommel kendang und klèng bedeutete früher „zu indischen Muslimen gehörig“ oder „Fremde(r)“ im Unterschied zu einheimischen Acehnesen.
Schiitische Rituale mit geundrang und tasa werden in Aceh vermutlich nicht mehr durchgeführt, dafür aber von den Minangkabau mit den Trommeln dol (von dhol) und tasa in Pariaman und Bengkulu. Die in beiden Städten lebenden Schiiten halten sich für Nachfahren der indischen Sepoy und veranstalten – sofern dem nichts entgegensteht – jährlich mit Billigung und Unterstützung des (sunnitischen) Imams schiitische Zeremonien einschließlich tabuik. Bis um die Mitte des 20. Jahrhunderts gab es diese Zeremonien auch in anderen Städten an der Westküste und in Aceh. Außer tabuik gibt es weitere ursprünglich schiitische Traditionen, die zu regionalen Bräuchen der Sunniten und zu allgemeinen Kulturveranstaltungen geworden sind, ungeachtet von immer wieder aufbrechenden Konflikten zwischen den beiden islamischen Strömungen in Indonesien.
Die vom ersten bis zum zehnten Tag des Monats Muharram dauernden Zeremonien haben die Form von bunten Spektakeln angenommen, die auch von Sunniten und Sufi-Anhängern besucht werden. Außerdem nehmen Besucher aus anderen Regionen und Touristen teil. Während diesen zehn Tagen werden die Aktivitäten von Gesängen und Trommelgruppen begleitet. Zu den Ritualen gehören auch glückbringende Devotionalien und das Verspritzen von heiligem Wasser. Am zehnten Tag, dem Aschura-Tag, bringt jedes teilnehmende Dorf in einer von Trommeln angeführten Prozession eine aufwendig gestaltete Totenbahre (burak) herbei, die mit Klagegesängen und dol-tasa-Trommeln ans Meerufer getragen und als symbolisches Zeichen für Husseins Aufstieg in den Himmel im Wasser versenkt wird.
Die tasa hat einen Tonkorpus mit einer Membran aus Ziegenhaut, die mit Rattanfasern gegen einen dicken Ring aus Rattan an der Unterseite des Korpus verspannt ist. Der Membrandurchmesser beträgt 30 bis 35 Zentimeter. Nach der Beschreibung von Saleh Haji et al. (2022) besitzt die tasa in Bengkulu einen mit Ziegenhaut bespannten Korpus aus Metall (Kupfer-, Eisen- oder Aluminiumblech).
Wie in Indien spielt die tasa schnelle hoch tönende Schläge, mit denen sie den Rhythmus der dol vorgibt. Das Repertoire der Trommelgruppen umfasst bis zu 50 Rhythmen, die in langsam, mittel und schnell eingeteilt werden. Auf den Straßen sind mehrere Prozessionen mit Trommelgruppen unterwegs, die, wenn sie sich begegnen, in einen heftigen musikalischen Wettstreit treten. Jede Gruppe besteht aus mehreren großen Fasstrommeln dol mit zwischen einer bis drei flachen Kesseltrommeln tasa.
Eine aus den tabuik-Zeremonien abgeleitete Entwicklung sind dol-tasa-Trommelwettbewerbe, die in den Monaten vor und nach Muharram durchgeführt werden. Die Wettbewerbe werden von der Regierung jährlich in mehreren Dörfern organisiert. Neben diesen Trommeln sind die einzigen, in der islamischen Musik der Minangkabau erlaubten Musikinstrumente die Rahmentrommel indang und der Bronzeteller dulang, die beide religiöse Gesänge (zikir) der Sufi-Tradition begleiten, außerdem die Laute gambus zur Begleitung religiöser Lieder (gambusan).

#### Gandang Tasa

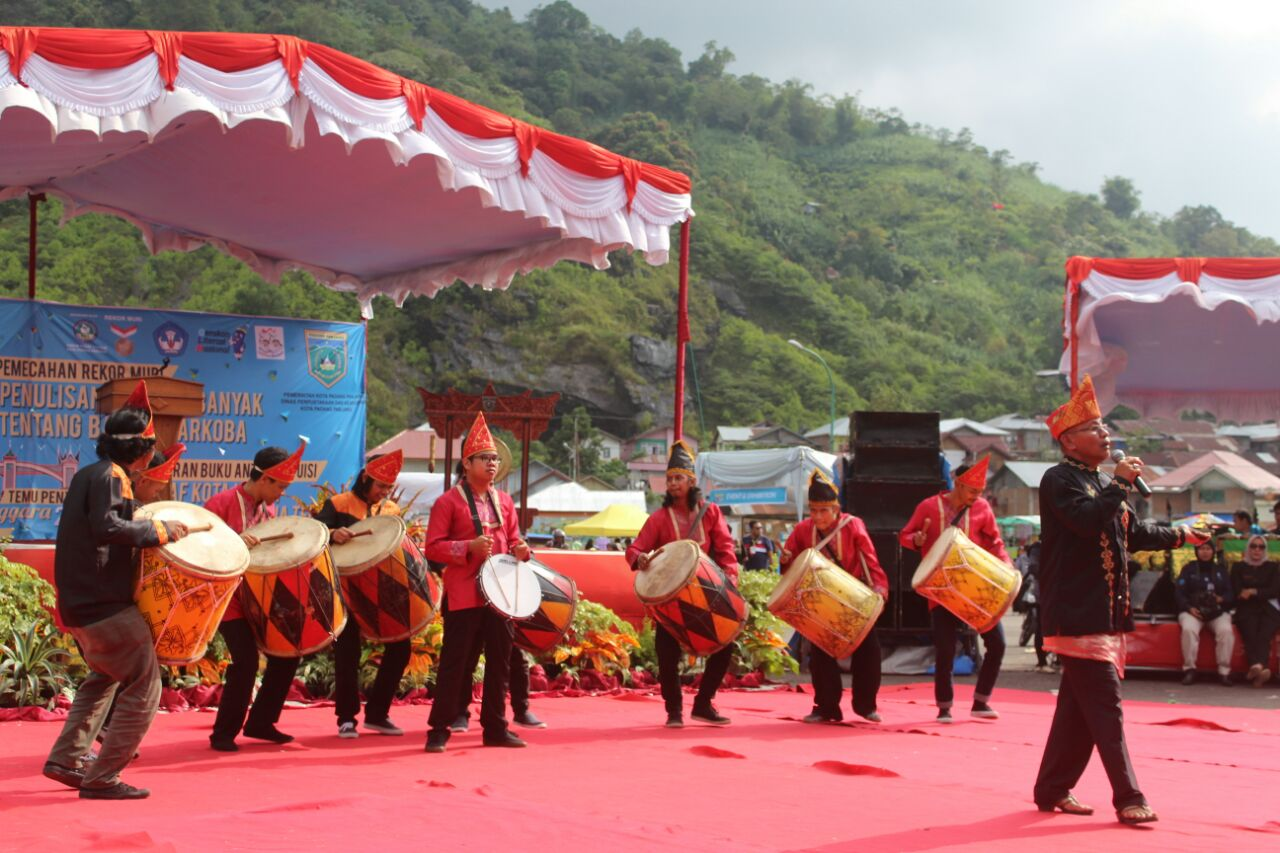
Gandang tasa-Ensemble der Minangkabau und Pantun-Gedichtvortrag

Ein anderes zeremonielles Trommelensemble der Minangkabau für Prozessionsmusik oder Aufführungen auf einer Bühne im Freien ist gandang tasa, das aus einer tasa und fünf bis neun großen Zylindertrommeln gandang (tambua) besteht. Das Ensemble wird auch beim tabuik eingesetzt und ist dort integraler und unverzichtbarer Bestandteil der Aufführung. Darüber hinaus ist die Aufgabe des gandang tasa, bei sonstigen religiösen und gesellschaftlichen Zeremonien für eine anregende Unterhaltung zu sorgen. Zu diesen Anlässen gehören private Hochzeitsfeiern, Brautschauen, der Geburtstag des Propheten Mohammed (Maulid Nabi), das Festival traditioneller Minangkabau-Kultur alek nagari und Aufführungen des Begrüßungstanzes galombang.
Für die bei den Minangkabau zwei Tage dauernden Hochzeitsfeiern bedienen sich hauptsächlich Bewohner der Stadt Pariaman und Umgebung eines gandang tasa-Ensembles. Die Trommler spielen an beiden Tagen, während der Prozession des Bräutigams zum Haus der Braut und am Höhepunkt des zweiten Tages von der Mittagszeit bis spät in der Nacht. Die sehr lauten Trommeln sind auf dem Land bis zu einem Kilometer weit zu hören. Gelegentlich wird für die Prozession der Braut anstelle des Trommelensembles das etwas weniger laute talempong pacik-Ensemble bestehend mehreren Buckelgongs (talempong) und Trommeln (gandang und tasa) verwendet.
Auch bei Maulid Nabi ist die Trommelgruppe nicht Bestandteil des Rituals, sondern soll lediglich für eine anregende Atmosphäre und ein Gemeinschaftsgefühl sorgen. Deshalb steht dort die islamische Musik in Form von zikir-Rezitation mit dulang im Vordergrund. In manchen Dörfern wird die gandang tasa-Musik bei Maulid Nabi auch rituell eingesetzt, wenn sie die Prozession mit dem Transport von gekochtem Essen (allgemein jamba, unter anderem nasi lemak) und Spendengeld (bungo lado, an Zweige gebundene Geldscheine) in die Moschee begleitet.

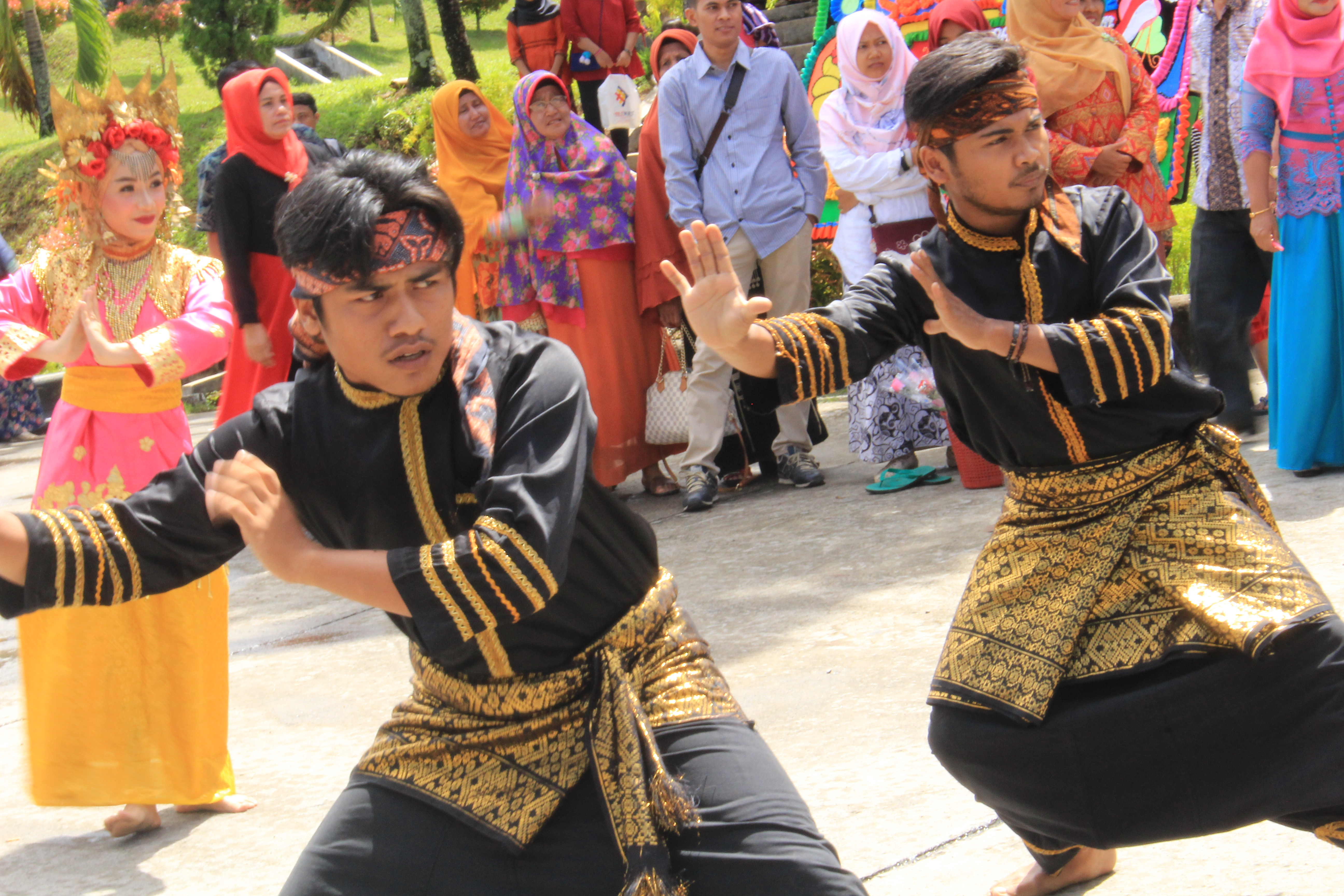
Galombang-Tanz der Minangkabau, der von der Kampfkunst silat abgeleitet ist und von einer gandang tasa-Trommelgruppe begleitet wird

Mit dem galombang-Tanz begrüßen die Minangkabau feierlich Ehrengäste. Dies geschieht zum einen in einem traditionellen Zusammenhang, etwa wenn bei einer Hochzeit Braut und Bräutigam zusammengeführt werden, und zum anderen in einer modernen Version bei Veranstaltungen der öffentlichen Verwaltung. Seit den 1990er Jahren nimmt der Anteil von Tänzerinnen in dem zuvor von Männern dominierten Tanzstil zu, bis hin zu reinen Frauentanzgruppen.
Häufig verstärkt und rhythmisiert das Trommelensemble beim galombang das Spiel weiterer, je nach Region verschiedener Musikinstrumente. Ein Ensemble setzt sich etwa aus der Bambusflöte bansi, der Fasstrommel gendang, Buckelgongs talempong und Rahmentrommel indang zusammen, ein anderes aus talempong, dem Buckelgong aguang, gendang und als Melodieinstrument der Kegeloboe sarunai (von surnai) zusammen. Ein lautstarkes Trommelensemble mit einem pulsierenden schnellen Rhythmus ist besonders in den Distrikten erforderlich, in denen der galombang von zwei Männergruppen in Form eines Wettstreits getanzt wird, der auf der Kampfkunst silat (in der regionalen Variante silek minang) basiert. Die Trommler können Gefühlsregungen wie Fröhlichkeit, Feindseligkeit und eine tranceartige Stimmung hervorrufen.
Bei allen Einsätzen der Trommelgruppe gibt die tasa den Rhythmus, das Tempo und die musikalische Dynamik vor. Die tasa schlägt zunächst das Zeichen für den Beginn des symbolischen Kampftanzes silek galombang. Die in einiger Entfernung aufgestellten Tänzer nähern sich in Seitwärtsbewegungen allmählich einander an bis zur Mitte der Bühne, an der eine Opfergabe aufgestellt ist, und demonstrieren mit ihren Tanzhaltungen Kraft und Stärke. Der silek galombang ist auch ein Bestandteil des Kulturprogramms der tabuik-Zeremonie.
Zu den regionalen Varianten des galombang gehört der galombang duo baleh im Dorf Sintuk, Regierungsbezirk Padang Pariaman, bei dem nur Männer nach den Regeln der Kampfkunst silat tanzen und trommeln. Das in einer Reihe auf der Straße vor dem Haus, in dem die zeremonielle Begrüßung stattfindet, aufgestellte Trommelensemble besteht aus sechs gandang und einer tasa.

### Jamaika

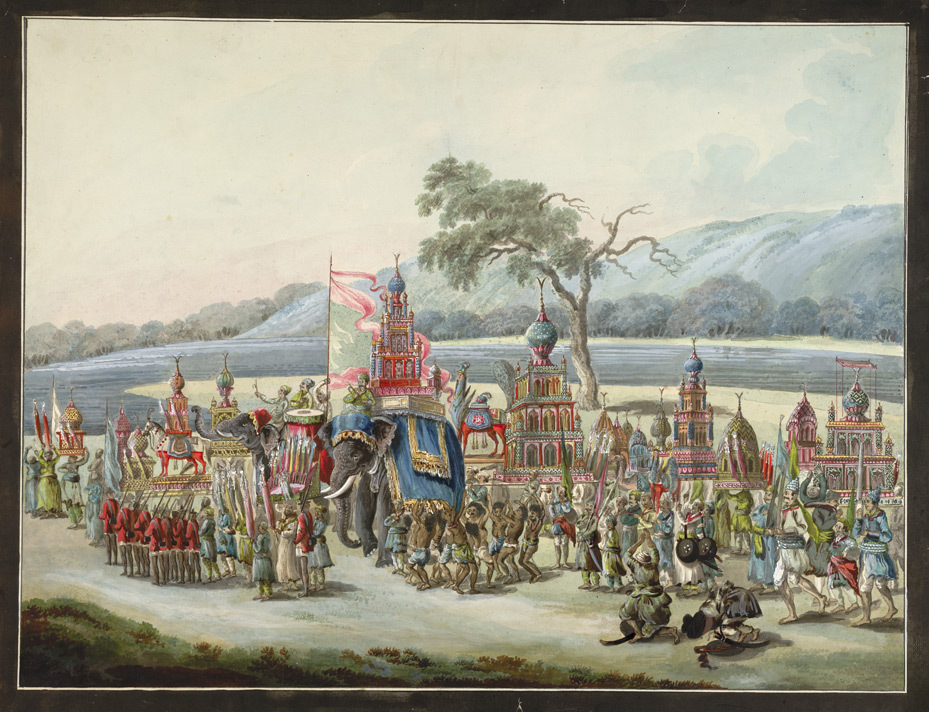
Muharram-Prozession in Indien, bei der für Hussein Modelle von Mausoleen (in Indien tazia, in der Karibik tadjah) mitgeführt werden. Aquarell aus dem 1790er Jahren

Ab den 1830er Jahren deckten britische Plantagenbesitzer in der Karibik ihren Bedarf an Arbeitskräften bevorzugt mit indischen Kontraktarbeitern. Im Jahr 1838 trafen die ersten Inder in Guyana und 1845 in Jamaika und Trinidad ein. Die meisten der in die Karibik emigrierten Inder stammen aus dem Bhojpuri-Gebiet der heutigen Bundesstaaten Bihar und Uttar Pradesh. Die in die Karibik mitgebrachten Muharram-Traditionen einschließlich der dhol-tasha-Musik sind bis heute ein spezifisch indisches Element, das sich neuen gesellschaftlichen Gegebenheiten angepasst hat.
In Jamaika wurden ab der Mitte des 19. Jahrhunderts Muharram-Zeremonien durchgeführt, zu denen auch das Singen von Klageliedern (marsiyah) am Aschura-Tag gehörte. Sie wurden damals als ein Zeichen eines wachsenden Nationalbewusstseins der indischen „Coolies“ in ihrer fremden Umgebung aufgefasst.
Im Lauf der Zeit wurde aus den Muharram-Zeremonien das Hussay- oder Hosay-Festival, das namentlich zwar von Hussein abgeleitet ist, sich aber von seiner schiitischen Herkunft entfernt hat. Der Prozess der Kreolisierung von Muharram in der Karibik drückt sich im neuen Namen Hosay aus, der sich auf den Höreindruck von Außenstehenden bezieht, als Prozessionsteilnehmer wiederholt den Namen Hussein skandierten. Mit der Verlegung des Festes von den ersten zehn Tagen des Mondmonats Muharram in den August war für die indischen Arbeiter in den Zuckerrohrplantagen eine Teilnahme leichter möglich, weil es um diese Zeit weniger Arbeit auf den Feldern gab. Das „kreolisierte“ Fest, bei dem nach der Tradition Teile der Schlacht von Kerbela inszeniert werden, lenkt den Blick stärker auf die Geschichte der indischen Einwanderer und ihre Arbeitsbedingungen. Symbolisch für den Märtyrertod Husseins steht ein tadjah (von ta’ziye) genanntes, detailreich und bunt gestaltetes Modell aus Bambus und Pappmaché eines islamischen Mausoleums, das bei den Prozessionen mitgeführt und schließlich im Meer versenkt wird. In Jamaika wird Hosay heute hauptsächlich im Süden des Landkreises Clarendon gefeiert. Seine symbolische Entsprechung in Sumatra ist die Figur burak.
Das tassa-Trommelspiel ist allgemein bei Hindu-Festen und indischen Kulturveranstaltungen sehr beliebt, was dem indischen Kultureinfluss aus Trinidad zu verdanken ist. Bei einer Hosay-Prozession sind typischerweise in einer Trommelgruppe vier bis sechs tassa, etliche große Zylindertrommeln (Basstrommeln, bass) und Paarbecken (jhal, in Indien jhanjh) beteiligt. Die tassa wird auch mit dem afrikanischen Namen yabba bezeichnet, ein Yoruba-Wort für einen früher häufig benutzten Kochtopf. Die Zylindertrommeln schlagen einen schnellen konstanten Rhythmus, während die tassa darüber eine rhythmische Improvisation spielen.
Die in Jamaika gespielte tassa besitzt einen Korpus aus Ton oder Metall und eine Membran aus Ziegenhaut mit einem Durchmesser von 22 bis 30 Zentimetern, die gegen die Unterseite des Korpus verschnürt ist. Zum Stimmen wird die tassa umgedreht über ein offenes Feuer gehalten. Die Membran wird durch Erwärmung trockener, somit gespannt und der Ton erhöht sich. Die tassa wird mit einem Band um die Hüfte gebunden und mit zwei dünnen, leicht gebogenen Stöcken geschlagen.
Alle aus Indien stammenden Trommeln in Jamaika sind mit Ziegenhaut bespannt. Neben dhol und tassa sind dies die höher als die dhol klingende Fasstrommel dholak und das Kesseltrommelpaar tabla, ferner eine tambourina genannte Rahmentrommel. In der Mehrzahl haben die jamaikanischen Trommeln jedoch ihre Wurzeln in Afrika, so die lange Zylindertrommel prenting und die rechteckige Rahmentrommel gumbe, denen eine lange Geschichte zugeschrieben wird.

### Trinidad

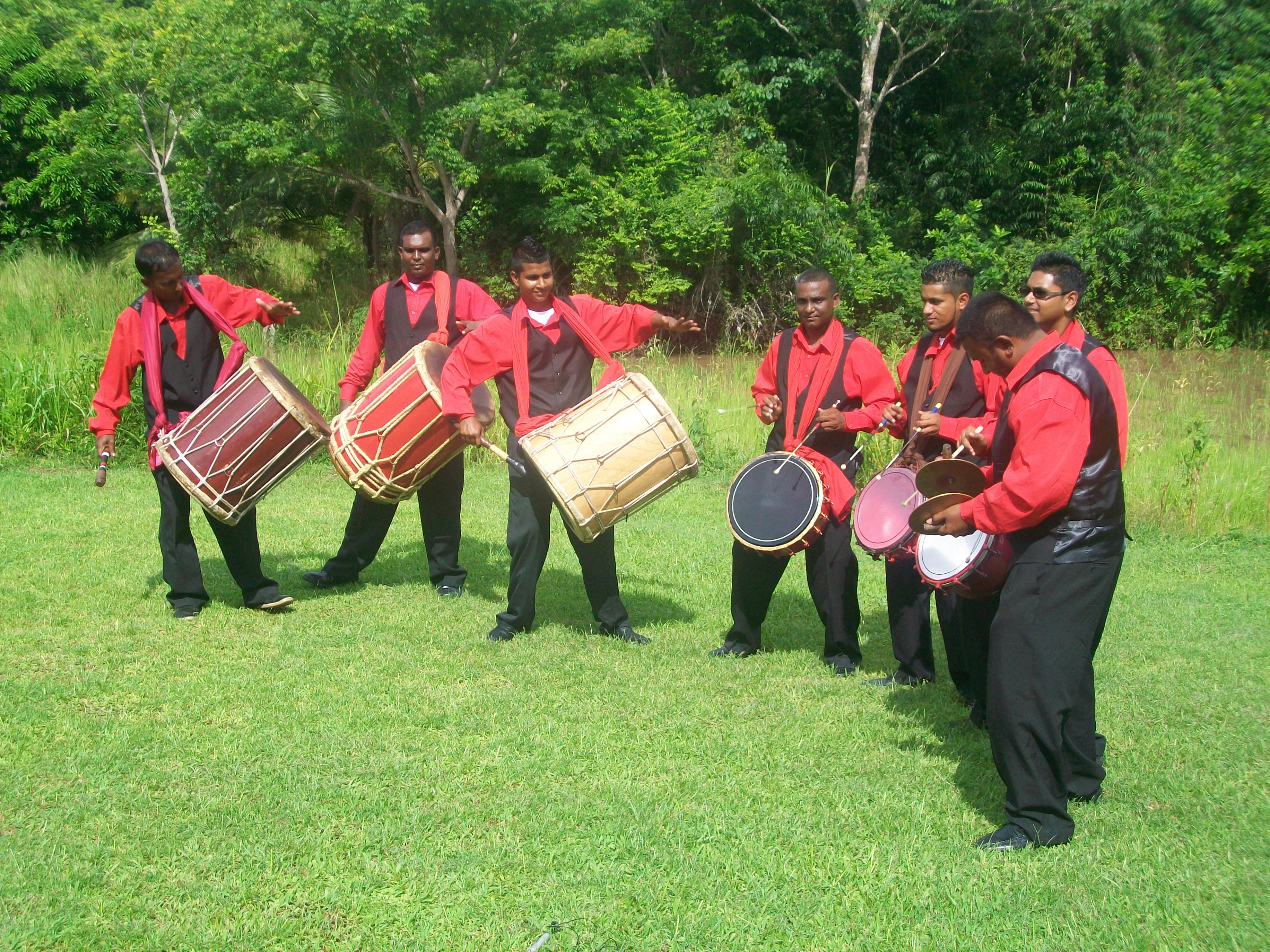
Tassa-Band in Trinidad. Von links: Drei Zylindertrommeln bass (baydum), eine führende tassa (cutter), zwei begleitende tassa (foulé) und ein Paarbecken jhal

Die indische tasha ist in Trinidad im letzten Viertel des 20. Jahrhunderts zu einem kulturellen und identitätsstiftenden Symbol der indischen Gemeinde geworden, die überwiegend auf dem Land lebt und deren Anteil ungefähr ein Drittel an der Gesamtbevölkerung beträgt. Diese Entwicklung war mit dem Bestreben verbunden, nach der Unabhängigkeit von Großbritannien 1962 eine eigenständige kreolische Identität des neuen Inselstaates aufzubauen.
Das Spiel der tassa basiert auf der indischen dhol-tasha-Tradition. Das Trommelensemble in Trinidad besteht aus üblicherweise vier Musikern mit zwei tassa, davon eine in leitender und eine in begleitender Funktion, einer tief tönenden Zylindertrommel, die nicht dhol, sondern bass genannt wird, und einer Handzimbel jhal. Die leitende tassa heißt cutter (von englisch to cut, „schneiden“, die Übersetzung von Kikongo kata) und die begleitende tassa, die etwas tiefer klingt, foulé, fulley (von französisch refouler, „verdrängen, zurückweisen“). Die indischen Musiker in Trinidad pflegen vermutlich die lebendigste dhol-tasha-Tradition außerhalb des Heimatlandes. Die tassa-Gruppen treten vor allem bei Hochzeiten, bei dem zum allgemeinen Straßenfest gewordenen Hosay, zur Begleitung von Ramlila und beim indischen Frühjahrsfest Holi auf. Für 1984 wurde ihre Zahl auf über 150 geschätzt.

#### Hands
Das wie die Kesseltrommel tassa genannte Ensemble benötigt nur einen Spieler des jeweiligen Instruments, kann aber bei größeren Veranstaltungen wie Hosay (Hussay) auf 50 oder mehr Musiker anwachsen, die von stets einer tassa geleitet werden. Wie in Jamaika produzieren die Basstrommeln einen ostinaten Rhythmus, während die leitende tassa der Gruppe das Zeichen für Beginn, Ende und Rhythmuswechsel angibt und eigene improvisierte rhythmische Muster hinzufügt. Während durchschnittliche tassa-Spieler ein Repertoire von rund 10 Rhythmusmustern (hands oder taal) haben, geben geübte Trommler an, etwa 50 Rhythmen zu beherrschen. Neben der zeremoniellen Musik für Hosay spielen tassa-Ensembles auch eine als weniger religiös eingeschätzte Musik bei hinduistischen und anderen religiösen Festen und treten bei säkularen Veranstaltungen auf.
Die musikalischen Vorbilder für die Rhythmusmuster des tassa-Ensembles sind außer den indischen dhol-tasha-Spielweisen Rhythmen etwa der nordindischen nagara und von anderen Musikstilen in der Karibik. Entsprechend heißen die Rhythmen (hands) beispielsweise: nagara, tikora, chaubola (nach einer poetischen Gesangsform, die im tan-singing, einem karibischen Gesangsstil nach dem Vorbild nordindischer klassischer und devotionaler Musik, vorkommt), dingolay (kreolisch für „wild tanzen“, an indischen dholak-Rhythmen oder afrikanischen Rhythmen orientiert) und calypso (vom ab den 1930er Jahren verbreiteten afro-karibischen Calypso, der von Steelbands gespielt wird). Weitere hands mit indischen Namen sind bhajan (devotionaler Gesangsstil bhajan), bihag (ein Raga), chaiti, chowbowlah, chutney (karibischer Rhythmus, abgeleitet von der dholak), daadra (klassischer Musikstil dadra), dongolay, durpat, gazal (von Ghazal, persische Gedichtform), holi (Frühlingsfest Holi), kabulkhana, kalinda (der einfachste, häufig als erstes erlernte Rhythmus afrikanischen Ursprungs), khemta (ein früherer devotionaler Frauentanz in Bengalen) madrasi (Madras), marfat, nabesarbat, punjabi (vom Bhangra-Rhythmus abgeleitet), saadaa, seepar, tilana, tikorrah und thumri (klassischer Musikstil thumri).
Für die Hosay-Inszenierungen werden eigene, anderweitig nicht verwendete Rhythmen benötigt: Sada mahatam wird während den Vorbereitungen auf die Schlacht von Kerbela gespielt, tin chopa markiert den Beginn und chalta mahatam den Höhepunkt der Schlacht. Der Rhythmus nabbie sarrwa begleitet schließlich den Prozessionszug bei der Bestattung von Hussein.

#### Bauform
Die tassa von Trinidad entsprach anfangs der kleinen flachen nordindischen tasha. In den 1950er Jahren wurden größere Trommeln mit einem tieferen Tonkorpus beliebt. Diese Trommeln sind relativ schwer und die Membran aus Ziegenhaut muss, um die Tonhöhe konstant zu halten, etwa alle 20 Minuten über einem Feuer gespannt werden. Eine Rückbesinnung auf die indische Kultur führte ab den 1990er Jahren zu weiteren Veränderungen der tassa. Um die Trommel stabiler und leichter zu machen, wird der Korpus seitdem aus Stahlblech gefertigt. Die Schalenform liefern Kühlmittelbehälter, deren obere Hälfte abgeschnitten wird. Darüber wird eine Kunststoffmembran gezogen und mit einem Metallring und Spannschrauben befestigt. Die Membranspannung kann so deutlich verstärkt werden, wodurch ein höherer Ton erklingt, dessen Tonhöhe konstant bleibt. Seit Ende der 1990er Jahre wird in der Karibik praktisch nur noch der tassa-Typ mit Kunststoffmembran und Spannschrauben verwendet. Damit ist auch ein Spiel in durch Klimaanlagen gekühlten Räumen möglich, in denen eine Ziegenhautmembran sehr rasch ihre Spannung verlieren würde. Anstelle der vorher verwendeten Schlägel (chupes) aus einem elastischen Pflanzenrohr mit Köpfen aus Naturkautschuk, die nach einigen Schlägen auf den Metallring brechen, werden seitdem widerstandsfähigere und noch stärker elastische Schlägel aus Fiberglas verwendet. Deren Köpfe bestehen aus eng gewickelten Kugeln aus Kunststoff-Abdeckband.
Tassa mit Kunststoffmembran klingen nicht nur höher, sondern auch härter und lassen den bei Membranen aus Ziegenhaut geschätzten „süßen“ Klang der tassa („sweet tassa“) vermissen. Manche Trommler experimentierten daher mit halbierten Plastikbojen als Korpus oder kombinierten Kunststoffmembran und Spannschrauben mit einem herkömmlichen Tonkorpus, um den metallisch-harten Klang abzumildern und die tassa „süßer“ zu machen. Im Adjektiv „süß“ schwingt Christopher L. Ballengee (2022) zufolge neben der Beschreibung einer Klangvorstellung auch eine nostalgische Erinnerung an vergangene Zeiten mit. Außer bei der Musik der tassa wird ein „süßer Klang“ auch bei anderen Musikformen als Ideal formuliert, so als „sweet steelpan“, „sweet Calypso“ und „sweet Parang“.

#### Wettbewerbe
In den 1980er Jahren begann eine Phase der Wiederbelebung der indisch-trinidadischen Kultur. Damit zusammenhängend fand 1984 der erste Wettbewerb namens Tassa Taal (von tal) unter tassa-Ensembles statt, der sich zu einem landesweiten, jährlich stattfindenden Ereignis entwickelte. Daneben wurden weitere tassa-Wettbewerbe eingeführt, die besonders im Karneval beliebt sind und zur Professionalisierung der Trommelgruppen beigetragen haben. Je nach Wettbewerb wird von den Musikern erwartet, sich auf traditionelle hands zu beschränken oder neue musikalische Formen vorzustellen. Typischerweise spielen die Trommelgruppen bei Wettbewerben fünf hands, von denen vier die Organisatoren vorgeben und ein, nicht notwendig traditioneller Rhythmus von den Gruppen ausgesucht werden darf.
Die Trommel-Wettbewerbe sollen auch ein Gegengewicht zu der bis in die 1990er Jahre bestehende quasi Monopolstellung des Karnevals mit seinen Steelbands für die Kultur Trinidads schaffen. Die afro-karibische steelpan gilt für viele Einwohner Trinidads als Nationalinstrument, während die indische Minderheit der tassa diesen Rang zukommen lassen möchte.

#### Ramlila
Ramlila ist ein in Indien beliebtes Ritualdrama, das auf dem altindischen, auf Sanskrit verfassten Epos Ramayana basiert und die Hochzeit des Götterpaares Rama und Sita nach dem Kampf Ramas gegen die Dämonen, die Sita entführt hatten, inszeniert. Die erste bekannte Aufführung von Ramlila in Trinidad fand in den 1880er Jahren statt. Seinen hinduistischen Charakter hat das Drama bis heute beibehalten, in den 1990er Jahren führten einige Theatertruppen jedoch zusätzliche Dialoge und szenische Abläufe ein, um das Stück schneller und vor allem für Kinder unterhaltsamer zu machen. Ein zentrales Element der Inszenierung ist der auf dem Epos Ramcharitmanas des Dichters Tulsidas (um 1511–1623) basierende Gesangsvortrag. Die Sprache des Ramcharitmanas ist Awadhi aus einer Region in Nordindien, aus der auch viele der indischen Einwanderer in Trinidad stammen. Der Einsatz der tassa bei Ramlila-Aufführungen ist spezifisch für Trinidad.
Wenn Rama in der Entscheidungsschlacht den Dämonenkönig Ravana besiegt, wird eine mindestens 5 Meter (gelegentlich bis zu 20 Meter) hohe Figur aus Bambus und Pappmaché des Widersachers verbrannt. Während dieser dramatischen Szene und während heroischen Ereignissen, wenn etwa der Affengott Hanuman einen Dämonen besiegt sowie bei der Hochzeit von Rama und Sita spielt das tassa-Ensemble. Es besteht aus einer tiefen Zylindertrommel (baydum), einer tassa in Führungsfunktion (cutter), einer begleitenden tassa (fulley, auch foulé) und einem Zimbelpaar (jhal). Die baydum produziert die tiefen konstanten Grundschläge und die cutter improvisiert mit Trommelwirbeln. Die Auftritte der einzelnen Akteure werden mit spezifischen tassa-Rhythmen begleitet: so für Ravana und für die Götter. Mit einer tassa wird in den Dörfern auch das Signal zum Beginn einer Ramlila-Aufführung gegeben.
An 35 Veranstaltungsorten in ganz Trinidad fanden im Jahr 2015 Ramlila-Aufführungen mit bis zu 100 Akteuren statt. Als Teil einer drei- bis elftägigen Ramlila-Aufführung werden auch Prozessionen organisiert, bei denen tassa-Gruppen und ein Lautsprecherwagen (mic car) durch die Straßen ziehen.

#### Steelband
An den von indischen Kontraktarbeitern in den 1850er Jahren eingeführten jährlichen Hosay-Zeremonien und den begleitenden tassa-Bands nahmen auch schwarzafrikanische Arbeiter teil. Das Bestreben, die Nachteile des tassa-Spiels – ständiges Erhitzen der Ziegenhautmembran, beschränkte tonale Möglichkeiten und die begrenzte Verfügbarkeit von Ziegenhäuten in der Hauptstadt Port of Spain – zu umgehen, führte auf der Suche nach neuen klanglichen Möglichkeiten zu Experimenten mit unterschiedlichen Blechbehältern, Ölkanistern, Dosen und Bratpfannen. In den 1930er Jahren entstanden daraus die zylindrischen steelpans in Form von breitrandigen Rahmentrommeln, aber mit einer gewölbten Metallfläche anstelle einer Membran. Die flache Wölbung ist dem typischen Tonkorpus der tassa ähnlich. Die um den Hals gehängte steelpan entspricht auch in der Spielhaltung und der Verwendung von zwei dünnen Stöcken der tassa. Die anfängliche Methode, die steelpan durch Erhitzen zu stimmen, scheint ebenfalls von der tassa übernommen.
Hinzu kam im Jahr 1884 das Verbot der britischen Kolonialverwaltung, Membrantrommeln zu verwenden, nachdem es unter den Nachfahren der befreiten Sklaven Unruhen (Canboulay riots) gegeben hatte. Als eine Konsequenz aus diesem Verbot führten die Musiker bei Straßenveranstaltungen nach unterschiedlichen Ansichten spätestens 1890 oder spätestens 1910 Bambusstampfrohre tamboo-bamboo ein, die senkrecht auf den Boden gestampft auch ohne Membran dumpfe Trommelschläge erzeugen (tamboo von französisch tambour, „Trommel“). Diese von den Unterschichten in Port of Spain beim Karneval verwendeten tamboo-bamboo nach afrikanischer Tradition gelten als weiterer Vorläufer der steelpan.
Die drei nach ihrer Funktion unterschiedenen Bambusstampfrohre cutter, fulley und boom stimmen namentlich und musikalisch mit den Trommeln eines tassa-Ensembles überein (boom vertritt die große Zylindertrommel). Strukturell steht bei dieser Synthese von indischer und afrikanischer Musikkultur die steelpan damit der tassa näher als dem Stampfrohr.

### Andere Länder
In der Karibik sind Guyana und das benachbarte Suriname an der Atlantikküste im Norden Südamerikas weitere Länder, in denen sich die dhol-tasha-Tradition unter den indischen Bevölkerungsgruppen erhalten hat. Prächtige Hosay-Prozessionen sind in beiden Ländern verschwunden, aber unter dem Kultureinfluss aus Trinidad sind Trommelgruppen bei hinduistischen Festen und sonstigen indischen Veranstaltungen beliebt, in Suriname unter dem Namen tazza.
Suriname ist auch ein Zentrum des indo-karibischen Popularmusikstils Chutney, der anfangs aus ostindischer Volksmusik, dem indischen Rhythmus (tal) kaharvā und einer weiblichen Gesangsstimme in der Regionalsprache Bhojpuri bestand. Diese wurde von einem indischen Harmonium, der Fasstrommel dholak, dem als Perkussionsinstrument geschlagenen Eisenstab dhantal begleitet. Frauen sangen die Lieder bei Hochzeiten und anderen Familienfeiern. Später kamen tassa und ab Ende der 1960er Jahre Rhythmen aus dem Calypso hinzu.
Im Inselstaat Fidschi im Südpazifik beträgt der Anteil der Bevölkerung indischer Abstammung gut ein Drittel. Muharram-Zeremonien werden dort nicht mehr veranstaltet, es gibt aber eine lokale Variante der indischen dhol-tasha-Ensembles, obwohl zwischen den indischen Gemeinschaften in der Karibik und Fidschi praktische keine kulturellen Kontakte bestehen. Die indischen Trommelgruppen sind von geringer Bedeutung, sie treten überwiegend nur bei Hochzeiten und anderen Feiern in Dörfern auf.
In dem im Indischen Ozean gelegenen Inselstaat Mauritius, dessen Bevölkerung zu zwei Dritteln von indischen Kontraktarbeitern abstammt, ist die lokale Variante der dhol-tasha-Gruppe auf die Begleitung der Muharram-Zeremonien beschränkt. Die in Mauritius Ghoon genannten Zeremonien finden immer seltener statt, denn ihre Durchführung wird von konservativen Vertretern aller Religionsgemeinschaften (rund 48 Prozent Hindus, 33 Prozent Christen und 17 Prozent Muslime) behindert. Damit verbunden ist auch der Rückgang der dhol-tasha-Gruppen.
In Singapur leben außer der chinesischen Bevölkerungsmehrheit rund 8 Prozent Inder. Eine dhol-tasha-Musik wird auch in Singapur bei Zeremonien eingesetzt, ansonsten spielen bei Hindu-Ritualen und indischen Hochzeiten urumi melam-Gruppen (mit der tamilischen Sanduhrtrommel urumi). Das 40-köpfige Singapurer Volksmusikensemble Damaru, das 2015 gegründet wurde und seinen Namen von der Klappertrommel damaru übernommen hat, führt mit Trommeln und Tänzen eine Art indischer Weltmusik auf. Der Gründer Akshara Thiru bildete anfangs mit seiner tasha und zwei dhol-Spielern ein Trio, das mit Bhangra-Rhythmen bei Hochzeiten und anderen säkularen Anlässen.unterhielt. Nach und nach wurden Trommeln aus verschiedenen Regionen Indiens integriert, sodass das Orchester heute neben der tasha aus mehreren unterschiedlichen dhol aus Maharashtra, der Sanduhrtrommel urumi aus Tamil Nadu, der Rahmentrommel parai und der Fasstrommel tavil, beide ebenfalls aus Tamil Nadu, dem metallenen Gabelbecken chimta aus dem Punjab und dem Paarbecken elathalam aus Kerala besteht. Die Rhythmen für die Bühneninszenierungen stammen auch aus diesen Bundesstaaten.